# Bileam und die Eselin
Bileam und die Eselin oder Balaams Esel ist ein Ölgemälde des niederländischen Malers Rembrandt van Rijn aus dem Jahr 1626, das eine Szene aus der Geschichte des Propheten Bileam im 4. Buch Mose wiedergibt. Das Gemälde ist im Hochformat auf Eichenholz ausgeführt und steht zeitlich und stilistisch in engem Zusammenhang mit Rembrandts Gemälden Christus vertreibt die Geldwechsler aus dem Tempel, Historiengemälde mit Selbstporträt des Malers und Die Steinigung des heiligen Stephanus. Das Werk wurde erst an der Wende zum 20. Jahrhundert bekannt und wird seither durchgehend als Original von der Hand Rembrandts anerkannt.

## Beschreibung

### Darstellung

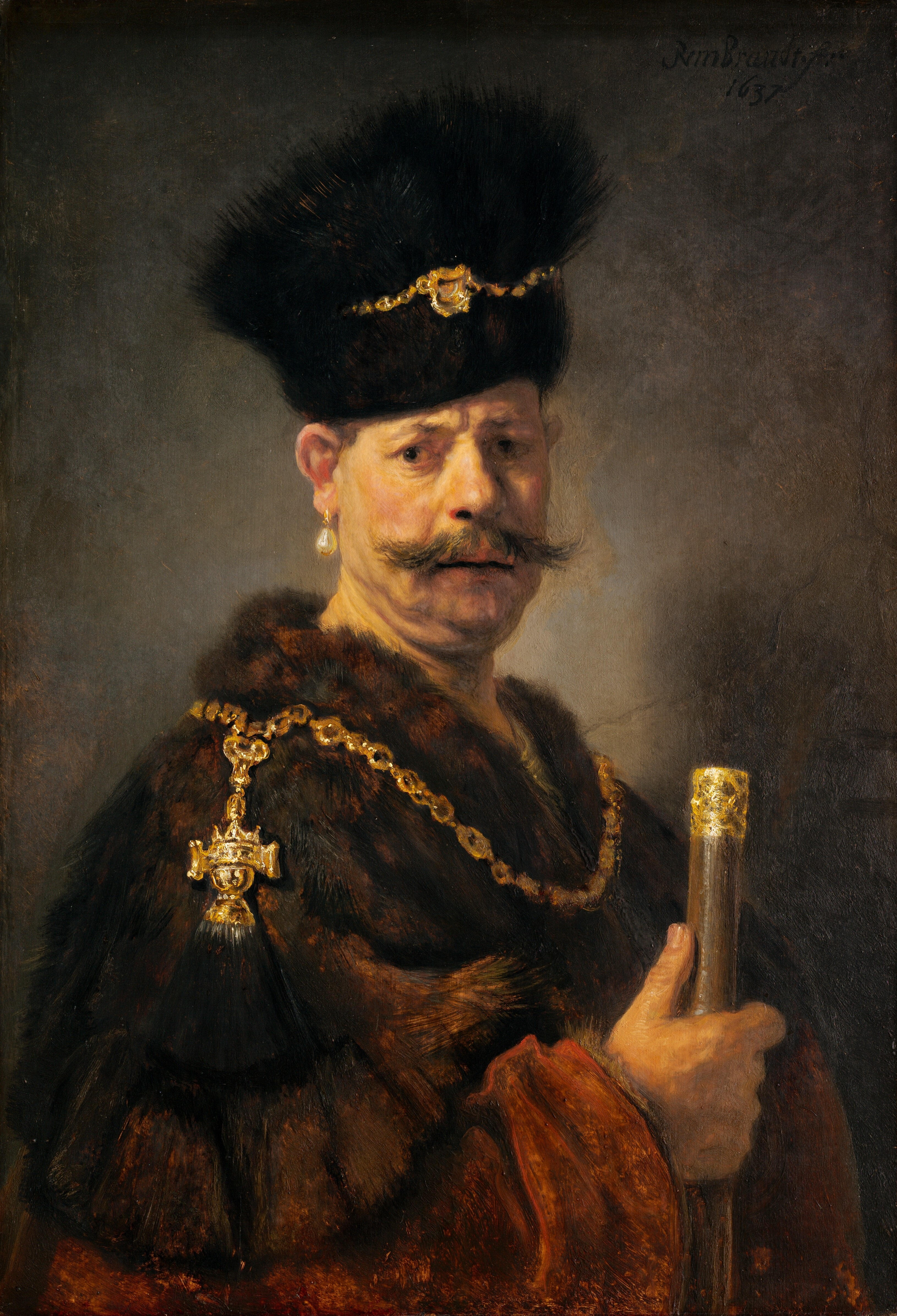
Ein polnischer Edelmann mit Kommandostab, Rembrandt, 1637, Öl auf Eichenholz, 96,8 × 66 cm, National Gallery of Art, Washington, D.C.

Im Zentrum des Bildes befindet sich ein alter Mann mit langen weißen Haaren und Bart, der biblische Prophet Bileam. Er ist in ein prächtiges gelbes Gewand mit aufwändigem Besatz aus Brokat und einem Pelzrand gekleidet. Darüber trägt er eine rot und grün gestreifte Leibbinde und einen weiten roten Umhang, seine Kopfbedeckung ist ein blau und rot gestreifter Turban. Trotz seiner prunkvollen Kleidung ist er barfuß. Er sitzt mit vor Wut verzerrtem Gesicht auf seinem unter ihm zusammengebrochenen Esel. Dabei zieht er mit der linken Hand am Zügel und hat mit dem angewinkelten rechten Arm einen Knüppel über den Kopf zum Schlag erhoben.
Der Esel ist mit einem gelblichen Geschirr versehen und trägt eine rote Packtasche. Sie ist geöffnet, aus ihr quellen oben und aus der Seitentasche Dokumente hervor, von denen eines in zwei Zeilen vier und drei augenscheinlich hebräische Schriftzeichen zeigt. Aus der Tasche ragt ein gelber Kommandostab mit metallener Kappe. Der Esel hat seinen linken Lauf eingeschlagen, der rechte ist eingeknickt und wirkt, als sei das Tier im Aufstehen begriffen. Er hat seinen Kopf nach hinten gedreht und seinem Reiter zugewandt. Seine Augen sind weit aufgerissen, die Ohren nach hinten gelegt und das Maul geöffnet, so dass die Reihen der Zähne in Ober- und Unterkiefer deutlich sichtbar sind.
Hinter dem Esel und seinem Reiter ist ein aus einer dunklen Wolke heraustretender Engel dargestellt. Die Figur nimmt mit ihren breit ausladenden grau gefiederten Flügeln den linken Hintergrund ein. Der Engel hat mittellange blonde Haare und wirkt jugendlich, er ist lediglich mit einem über seine rechte Schulter geworfenen weißen Tuch bekleidet, das die linke Schulter frei lässt. Der Engel hat sich Bileam zugewandt, in der rechten Hand trägt er ein Schwert. Auch sein rechter Arm ist zum Schlag über den Kopf erhoben, und sein linker Arm mit der geballten Faust ist in einer ausgleichenden Bewegung nach vorne gestreckt.
Rechts über Bileam sind im Mittelgrund zwei ebenfalls prunkvoll gekleidete Männer zu Pferd abgebildet. Sie tragen violette und gelbe Gewänder und Turbane mit Federn und beobachten die Szene. Hinter Bileams erhobener Hand sind zwei weitere Köpfe mit Turban zu erkennen, die überwiegend verdeckt sind. Am rechten Bildrand, rechts neben dem alten Mann und rechts unter den beiden Reitern, stehen zwei jugendliche Figuren, möglicherweise Diener des Alten. Beide tragen schlichte dunkle Kleidung, der größere rechte mit einer hellen Leibbinde. Der linke Diener hält vor seinem Bauch einen großen Gegenstand, der wie ein Gefäß in der Art eines Krugs oder Pokals wirkt. Den Hintergrund nimmt in der Mitte eine turmartige Felsformation ein, links und rechts von ihr ist der bewölkte Himmel bis unter die Bildmitte herabgezogen. Der linke Vordergrund ist als Teil des Weges fast frei, im rechten Vordergrund befinden sich Pflanzen mit großen Blättern, die wie Salat oder Kohl wirken.
Auf dem Stein im Vordergrund ist mit dünnen graubraunen Pinselstrichen das Monogramm und Jahr RH 1626 aufgemalt. Das Monogramm und die Jahreszahl gelten als authentisch.

### Technische Untersuchung
Das Gemälde hat das Format 63,2 × 46,5 cm und ist mit Ölfarbe auf eine etwa vier Millimeter starke Tafel aus Eichenholz mit senkrechter Maserung gemalt. Sie ist durch eine zweite Tafel verstärkt, die auf der Rückseite lackiert ist. Die vordere Tafel besteht aus zwei Brettern, das linke hat eine Breite von 24,5 und das rechte von 22 cm. Das rechte Brett ist an der Unterkante, 16,3 cm vom rechten Rand entfernt, etwa 19 Zentimeter tief eingerissen. Das Format der Tafel entspricht weitgehend jenem Rembrandts frühen Werken Taufe des Kämmerers und der Musizierenden Gesellschaft, beide ebenfalls von 1626.
Die hellgelbe Grundierung tritt nur an wenigen Stellen mit sehr dünnem Farbauftrag vor. Die Farbschicht befindet sich in einem insgesamt guten Zustand, nur wenige Bereiche zeigen Farbverluste. An einigen Stellen sind Übermalungen zu erkennen und die Farbschicht weist ein sehr feines und regelmäßiges Krakelee auf.

### Rembrandts Vater

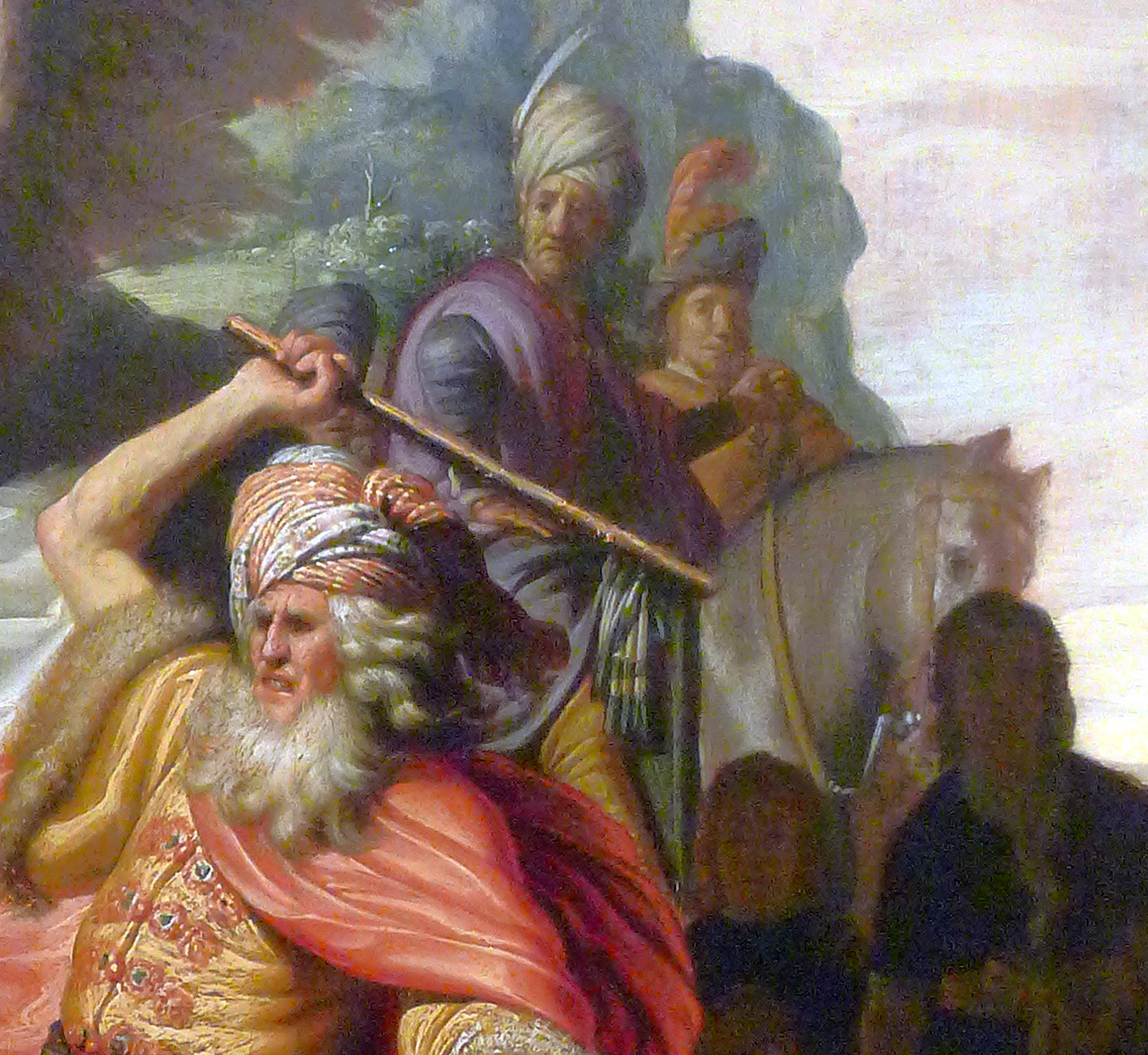
Bileam und die Eselin, Ausschnitt

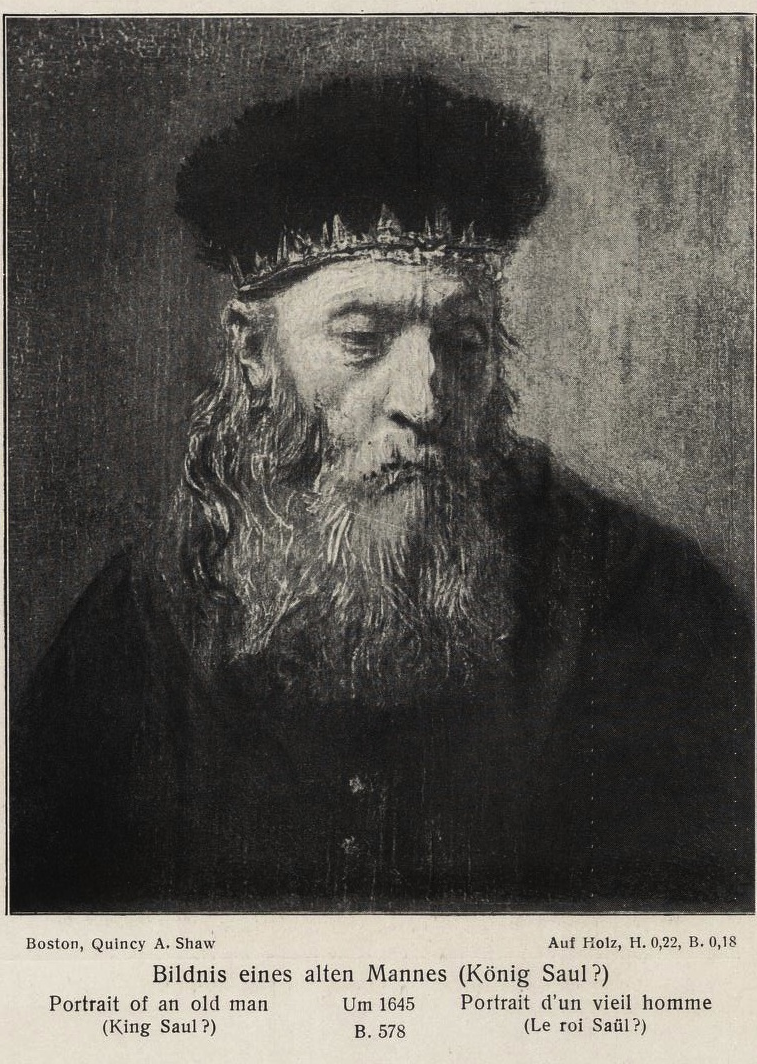
Studie für einen orientalischen Fürsten, früher Rembrandt zugeschrieben, Öl auf Holz, 22 × 18 cm, Kelvingrove Art Gallery and Museum, Glasgow

Wilhelm Bode gab 1905 an, der linke Reiter gehe wie Rembrandts David spielt die Harfe für Saul im Städelschen Kunstinstitut auf die abgebildete Studie für einen orientalischen Fürsten zurück. Diese kleinformatige Holztafel galt seinerzeit als ein Werk Rembrandts, wurde aber später abgeschrieben. Sie stammt allenfalls aus seinem Umkreis. Dieser linke Reiter trägt nach Auffassung Cornelis Hofstede de Groots die Gesichtszüge von Rembrandts Vater. Seine Feststellung hat aber in der kunsthistorischen Literatur keinen Widerhall gefunden.

## Biblischer Hintergrund
Der biblische Hintergrund des Gemäldes ist die Geschichte von Bileam im 4. Buch Mose (Num 22-24 ). Während ihrer vierzigjährigen Wanderung durch die Wüste schlugen die von Mose angeführten Israeliten ihr Lager in der Steppe von Moab auf, jenseits des Jordan bei Jericho. Balak, der König von Moab, schickte Boten zu dem Propheten Bileam. Dieser sollte zu ihm kommen, um die Israeliten zu verfluchen, auf dass er sie militärisch besiegen könne. Als die Ältesten von Moab und Midian bei Bileam eintrafen, ließ dieser sie mit dem Versprechen übernachten, ihnen am nächsten Tag das Wort zu überbringen, das Gott ihm gesagt habe. Gott kam zu Bileam und forderte ihn auf, nicht mit den Boten zu gehen und die Israeliten nicht zu verfluchen, denn sie seien gesegnet. Als seine Boten ohne Bileam zurückkehrten, schickte Balak mehr und vornehmere Hofleute als Boten aus, die Bileam einen höheren Lohn anboten. Erneut ließ er die Boten übernachten, um Gottes Wort zu hören. Gott erlaubte Bileam, den Boten zu folgen, er solle aber nur das tun, was er ihm sage (Num 22,1-20 ).
Als Bileam am folgenden Tag auf seinem Esel und in Begleitung zweier junger Männer den Weg zu Balak antrat, wurde Gott zornig. Ein Engel mit erhobenem Schwert, den nur Bileams Eselin sehen konnte, versperrte zwei Mal den Weg, worauf Bileam die Eselin mit seinem Stock schlug. Beim dritten Mal gab es keine Möglichkeit, dem Engel auszuweichen, die Eselin ging unter Bileam in die Knie. Als er sie zum dritten Mal schlug, ließ Gott sie sprechen: Was habe ich dir getan, dass du mich jetzt schon zum dritten Mal schlägst? Bileam warf der Eselin vor, dass sie ihn verhöhne und dass er sie getötet hätte, wenn er ein Schwert dabei hätte. Darauf öffnete ihm Gott die Augen und ließ ihn den Engel mit seinem Schwert sehen. Bileam erkannte, dass er gesündigt hatte (Num 22,21-34 ).
Bereits im frühen Christentum wurde Bileam wegen einer seiner Prophezeiungen geschätzt. Im Kapitel 24 des 4. Buch Mose prophezeit Bileam: Ich sehe ihn, aber nicht jetzt, ich erblicke ihn, aber nicht in der Nähe: Ein Stern geht in Jakob auf, ein Zepter erhebt sich in Israel. Er zerschlägt Moab die Schläfen und allen Söhnen Sets den Schädel (Num 24,17 ). Diese Prophezeiung des in Jakob aufgehenden Sterns wurde stets als Ankündigung des Kommens Christi und als Hinweis auf den Stern von Betlehem verstanden. Die Konfrontation Bileams mit dem Engel ist ein Hinweis auf die nachfolgende messianische Prophezeiung.
Die Erzählung von Bileam und der Eselin ist auch im Judentum von großer Bedeutung, aber mit anderen Schwerpunkten. Balak beauftragt Bileam mit dem Verfluchen der Israeliten, da er ihn für fähig hält, wie Mose selbst zu verfluchen. Tatsächlich kann Bileam nur den Zeitpunkt erkennen, an dem Gott täglich wegen der Götzendiener auf der Welt zürnt. Indem Bileam genau zu diesem Zeitpunkt seine Flüche ausspricht, bringt er den Zorn Gottes über seine Opfer und erweckt den Eindruck eigener Macht. Ohne diesen Augenblick des göttlichen Zorns zu nutzen, konnten Bileams Flüche keine Wirkung entfachen. Indem Gott der Eselin den Mund öffnet, demonstriert er Bileam, dass nur er selbst der Herr über Mund und Sprache ist und niemand ohne seine Einwilligung segnen oder verfluchen kann. Im weiteren Verlauf der Geschichte von Bileam segnet dieser auf Weisung Gottes das Volk Israel, anstatt es zu verfluchen.
Die erste Zeile des jüdischen Gebets Ma Towu ist ein Zitat aus Bileams Segen. Dessen ungeachtet wurde Bileam im Judentum meist als bösartig oder schwacher Charakter dargestellt. Balak ist die vierzigste Parascha der Tora, zu der auch die Geschichte von Bileam gehört. Da diese Parascha den Schülern beim Toraunterricht große Schwierigkeiten bereitet, ist sie in die jiddische Redensart mit jemandem Bolok lernen eingegangen, was jemanden quälen bedeutet.
Das Gemälde Rembrandts stellt den Augenblick dar, in dem die Eselin unter Bileam in die Knie gegangen ist, dieser voller Zorn zum erneuten Schlag ausholt und die Eselin sich zu ihm umdreht und zu sprechen beginnt (Num 22,27-28 ). Abweichend vom Text der Bibel versperrt der Engel Rembrandts nicht den Weg, sondern erscheint hinter den Hauptfiguren in den Wolken. Die beiden Reiter und die beiden bis auf Teile der Köpfe verdeckten Figuren sind die von Balak ausgesandten Boten. Bei den jungen Männern am rechten Bildrand handelt es sich um die beiden Diener, die Bileam begleiten.

## Kunsthistorische Einordnung

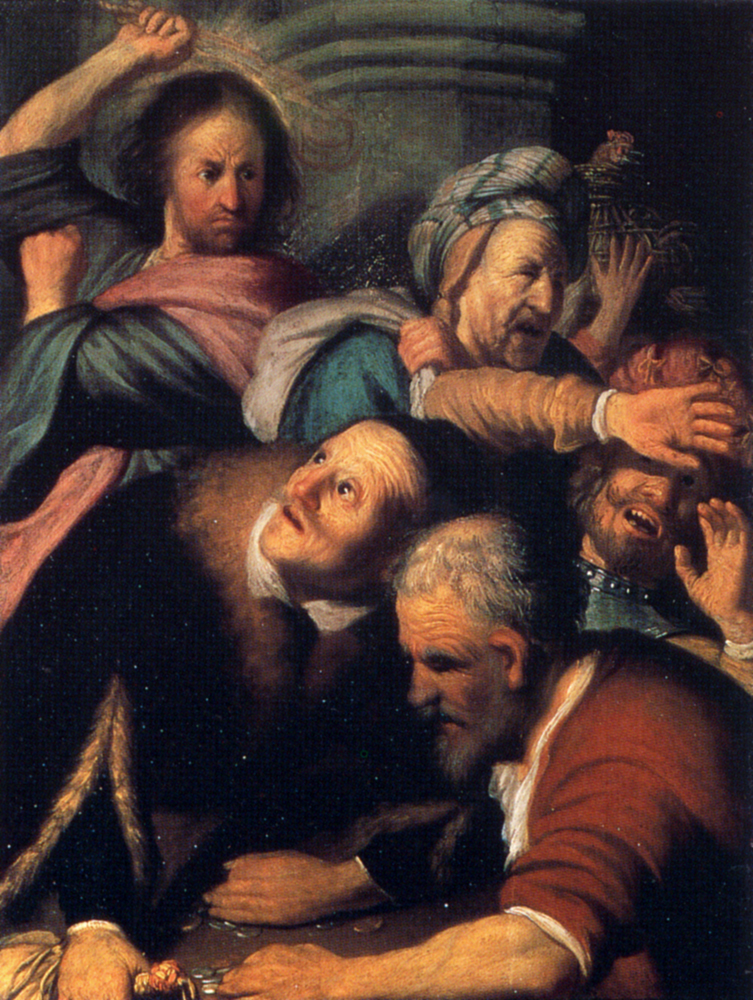
Christus vertreibt die Geldwechsler aus dem Tempel, 1626, Öl auf Holz, 43,1 × 32 cm, Puschkin-Museum, Moskau

### Rembrandts Frühwerk

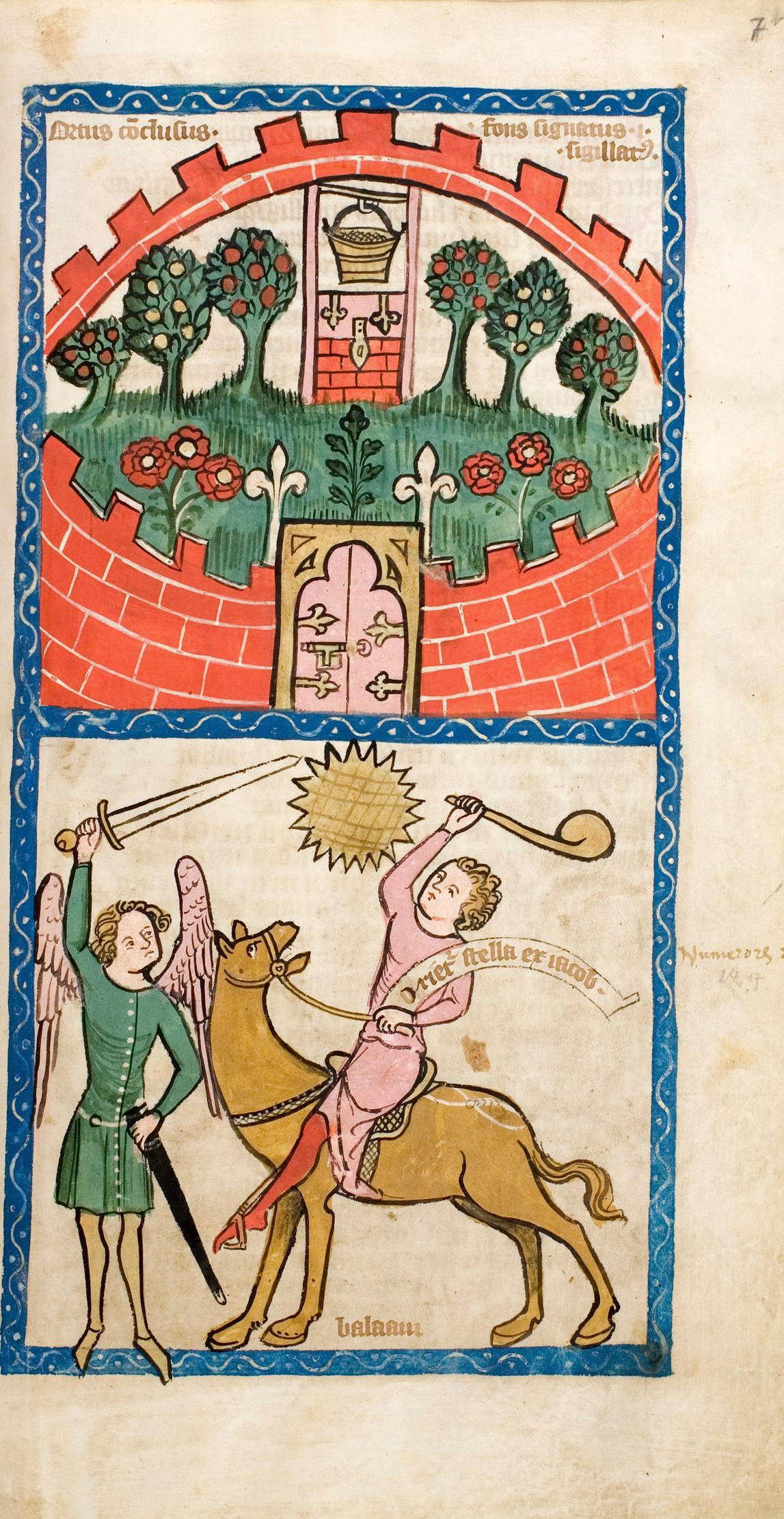
Speculum Humanae Salvationis, Heilsspiegel aus Westfalen oder Köln, um 1360, ULB Darmstadt, Hs 2505, fol. 7r

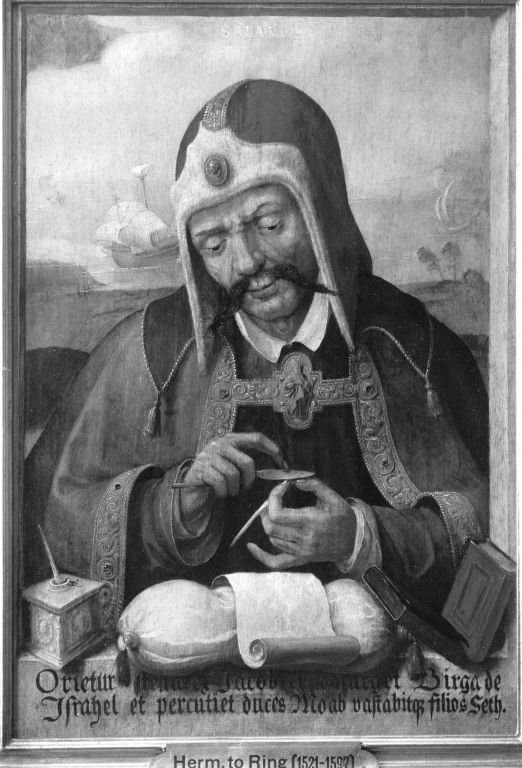
Der Prophet Bileam, Hermann tom Ring, 1570, Öl auf Holz, Bayerische Staatsgemäldesammlungen, München

Nach seiner 1620 begonnenen Ausbildung bei Jacob Isaacsz. van Swanenburgh begab Rembrandt sich 1624 nach Amsterdam, um ein halbes Jahr lang bei Pieter Lastman zu lernen. 1625 kehrte er nach Leiden zurück und eröffnete mit Jan Lievens eine Werkstatt. Das Gemälde  entstand noch unter dem Einfluss der Historienmalerei seines Lehrers Pieter Lastman, der in Rom an den Werken von Elsheimer und Caravaggio geschult wurde. Die „bunte, fast grelle Farbenwahl“ auf südlicher Bühne, aber auch die gleichmäßige Beleuchtung vor einem hellen Hintergrund und die noch etwas steife Darstellung der Figuren ist typisch für diese frühen Bilder Rembrandts. Bileam und die Eselin ist die Fortführung von Rembrandts Bemühungen, menschliche Emotionen ins Bild zu setzen. Damit folgt das Bild auf den Zyklus Die fünf Sinne, die Vertreibung der Geldwechsler aus dem Tempel und die Steinigung des heiligen Stephanus. Der Bileam entstand aber vor Tobias verdächtigt seine Frau des Diebstahls, wo diese Bemühungen Rembrandts ebenfalls deutlich erkennbar sind. Auch Übereinstimmungen bei der Art und Größe der verwendeten Tafel und im Malstil sowie die Bildkomposition und Parallelen, wie die zum Schlag erhobenen Arme Bileams und Christi bei der Vertreibung der Geldwechsler aus dem Tempel, weisen darauf hin, dass Bileam und die Eselin in die Reihe der Arbeiten Rembrandts aus dem Jahr 1626 gehört. Dabei wirkt die Ausführung der Stilllebenelemente wie der Packtaschen Bileams und der Pflanzen rechts im Vordergrund gegenüber der Vertreibung der Geldwechsler fortgeschrittener. Eine größere stilistische Ähnlichkeit besteht auch mit dem Historiengemälde mit Selbstporträt des Malers und der Musizierenden Gesellschaft.
Der Anlass zum Malen bestimmter Werke wird insbesondere bei Rembrandts frühen Arbeiten thematisiert. Das Historiengemälde und die bisweilen als dessen Pendant betrachtete Steinigung des heiligen Stephanus werden meist als Auftragsarbeiten betrachtet, obgleich der Auftraggeber nicht fassbar ist. In anderen Fällen, so bei Zwei alte Männer im Gespräch und Bileam und die Eselin nimmt man an, dass Rembrandt die Gemälde aus eigenem Antrieb erstellt hat. Der Verkauf solcher Gemälde ohne Auftraggeber erfolgte an Besucher seiner Werkstatt. Bei dem Bileam war das der Kunstsammler Alfonso López, ein Agent Kardinal Richelieus. Es wurde aber auch die Möglichkeit erörtert, dass López den Bileam in Auftrag gegeben hat. López ist spätestens 1628 in den Niederlanden gewesen. Das Motiv des Heiden Bileam, der im Auftrag Gottes das Kommen des Herrn prophezeit, könnte für López als zum Katholizismus konvertierten Juden spanischer Herkunft besonders attraktiv gewesen sein.

Frühe Werke Rembrandt van Rijns
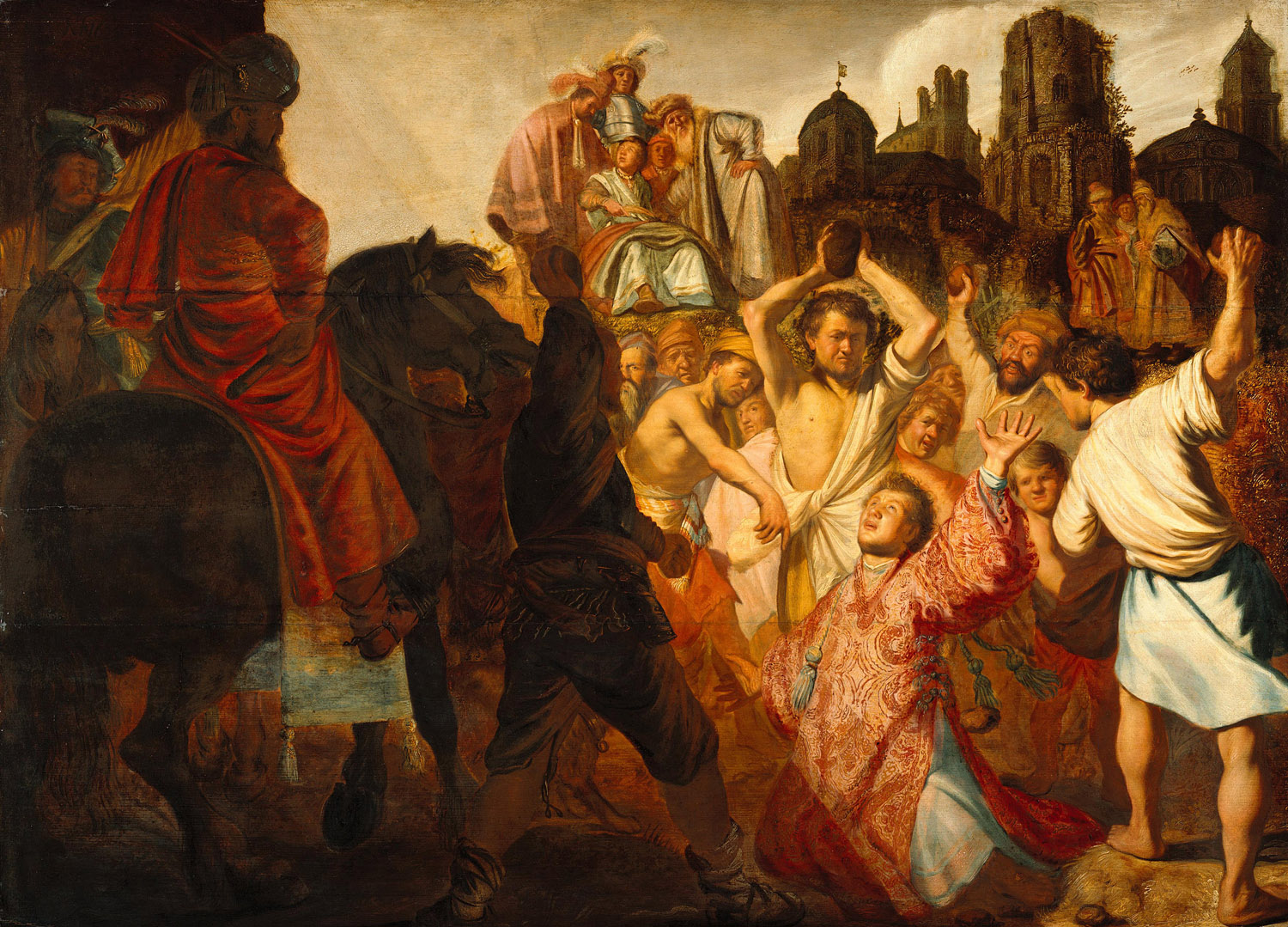
Die Steinigung des heiligen Stephanus, 1625, Öl auf Eichenholz, 89,5 × 123,6 cm, Musée des Beaux-Arts, Lyon
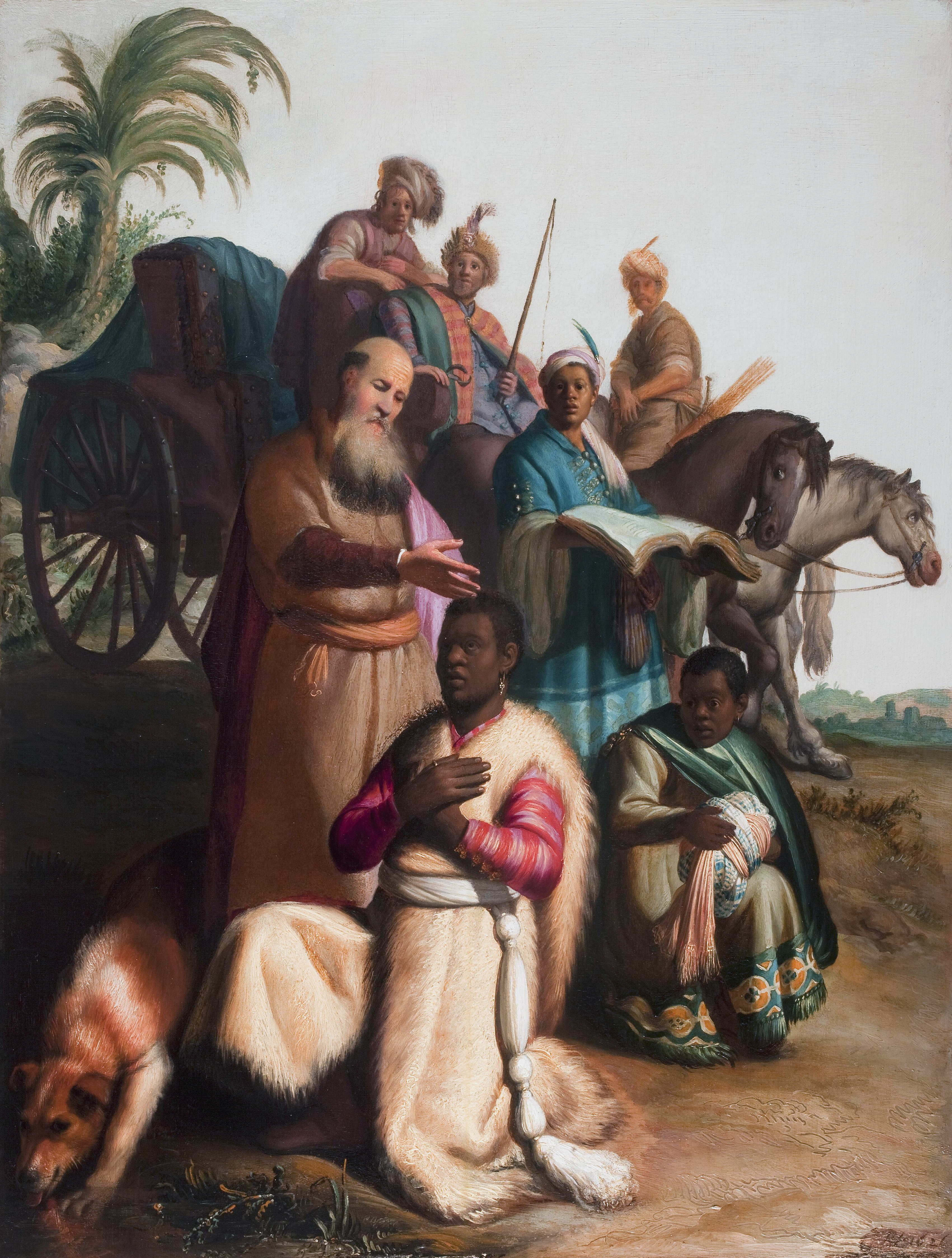
Die Taufe des Kämmerers, 1626, Öl auf Eichenholz, 63,5 × 48 cm, Museum Catharijneconvent, Utrecht
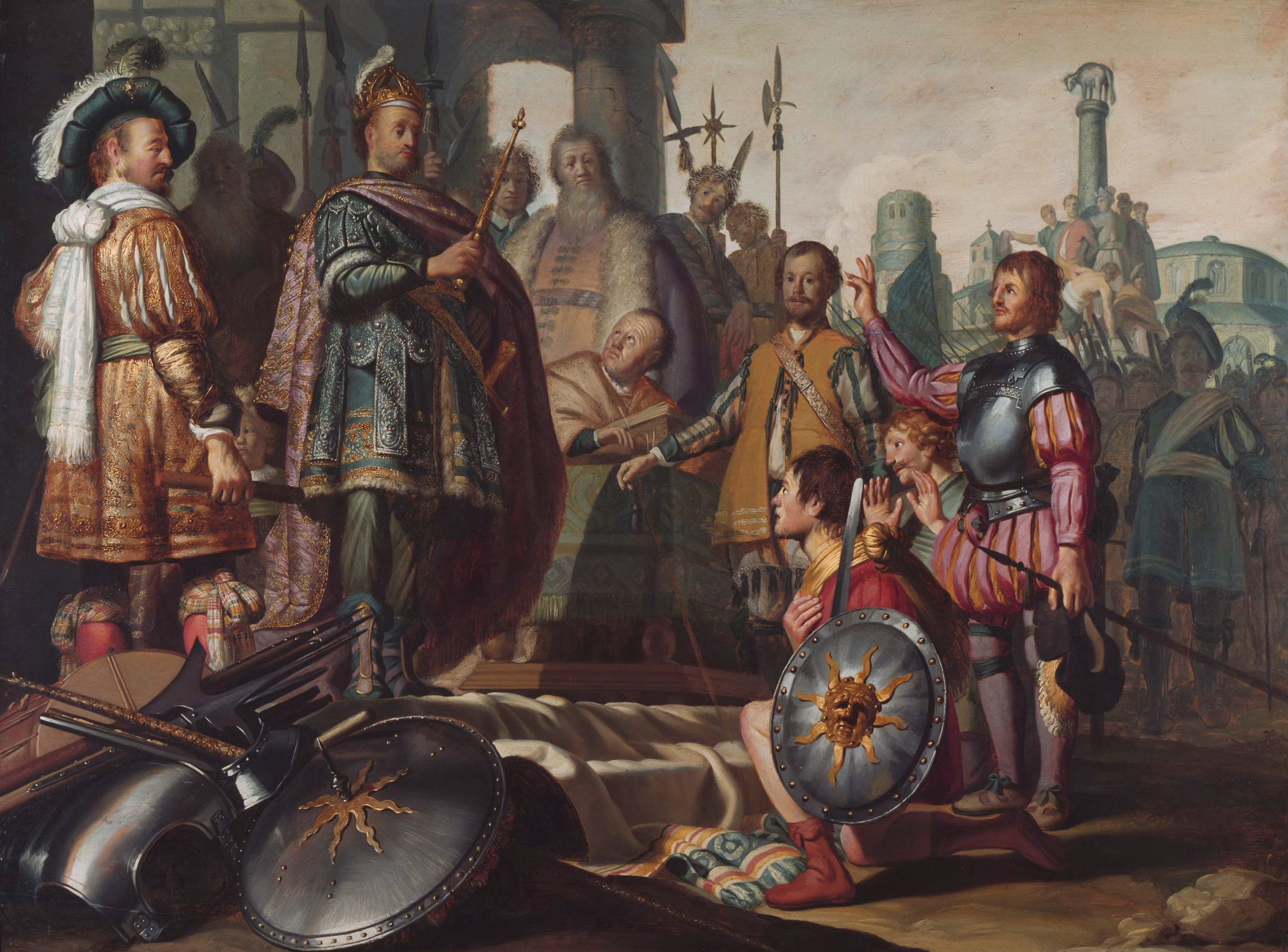
Historiengemälde mit Selbstporträt des Malers, Öl auf Eichenholz, 90,1 × 121,3 cm, 1626, Museum De Lakenhal, Leiden
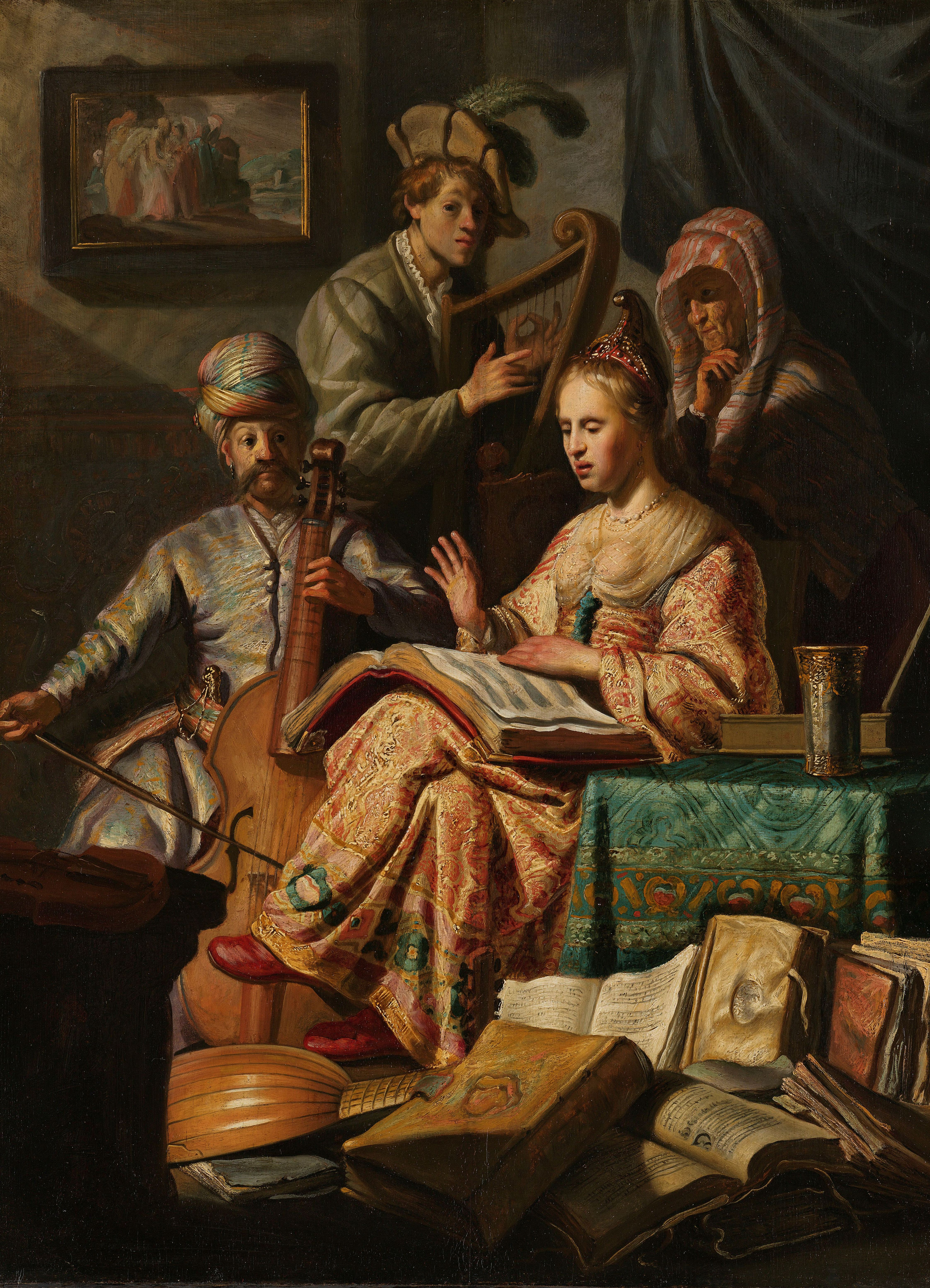
Musizierende Gesellschaft, 1626, Öl auf Eichenholz, 63,4 × 47,6 cm, Rijksmuseum Amsterdam

### Bileam in der christlichen Kunst
Die frühesten Darstellungen des Bileam-Motivs sind frühchristliche Wandmalereien in römischen Katakomben. Bereits im späten 4. Jahrhundert taucht das biblische Motiv als Wandgemälde in einer allerdings erst 1955 entdeckten Katakombe in der Via Latina in Rom auf. Diese frühen Darstellungen betrachten die Szene mit dem Engel und Bileams Prophezeiung, ein Stern gehe in Jakob auf, noch getrennt voneinander. Seither ist die Bileam-Geschichte ein immer wieder dargestelltes Element der christlichen Kunst, als Schmuck an Säulenkapitellen oder marmornen Wandreliefs, als Buchmalerei in Psaltern, Heilsspiegeln oder der Schedelschen Weltchronik und schließlich auf Gemälden und in der Druckgrafik. Im Mittelalter erscheint auf Säulenkapitellen und in Buchillustrationen ein Bildtypus, in dem beide Motive zusammengefasst werden. Dabei steht der ungewöhnlich groß abgebildete Stern mittig über den Figuren, wie auf der rechts abgebildeten Illustration aus einem Heilsspiegel aus Köln oder Westfalen. Diese Verbindung wurde auch bei Aufführungen in Kirchen zu Weihnachten und am Dreikönigstag dargestellt. Hier erschien Bileam auf seinem Esel und verkündete, dass ein Stern von Jakob aufsteigen werde. Im Laufe der Zeit ging diese Verbindung verloren. Bileam wurde nur noch in seiner Begegnung mit dem Engel dargestellt, das Wunder des sprechenden Esels stand im Vordergrund, und der Hinweis auf die messianische Prophezeiung verschwand.

Balaam und die Eselin in der christlichen Kunst
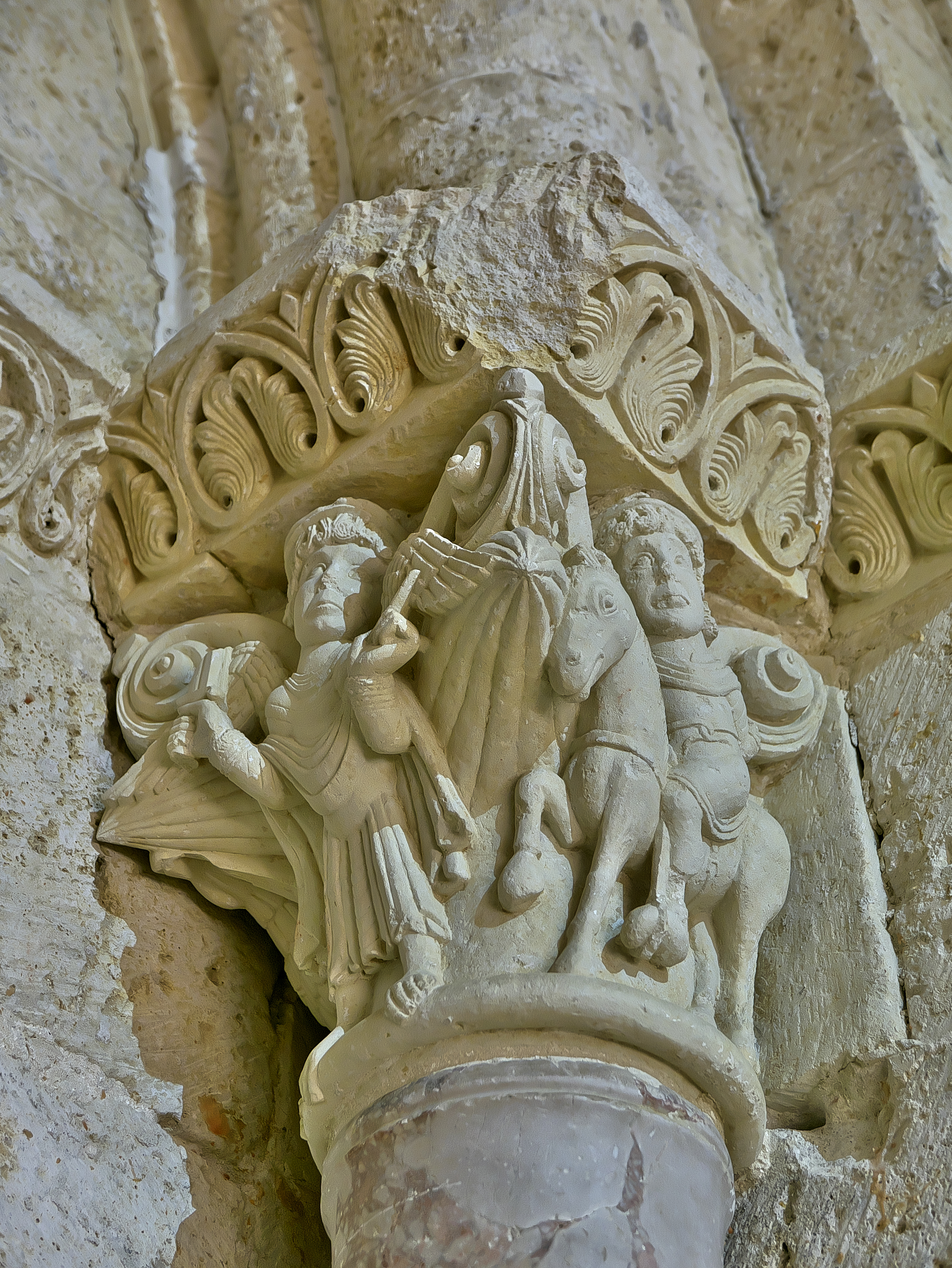
Säulenkapitell im Kloster von San Zoilo, ca. 1100, Carrión de los Condes, Spanien
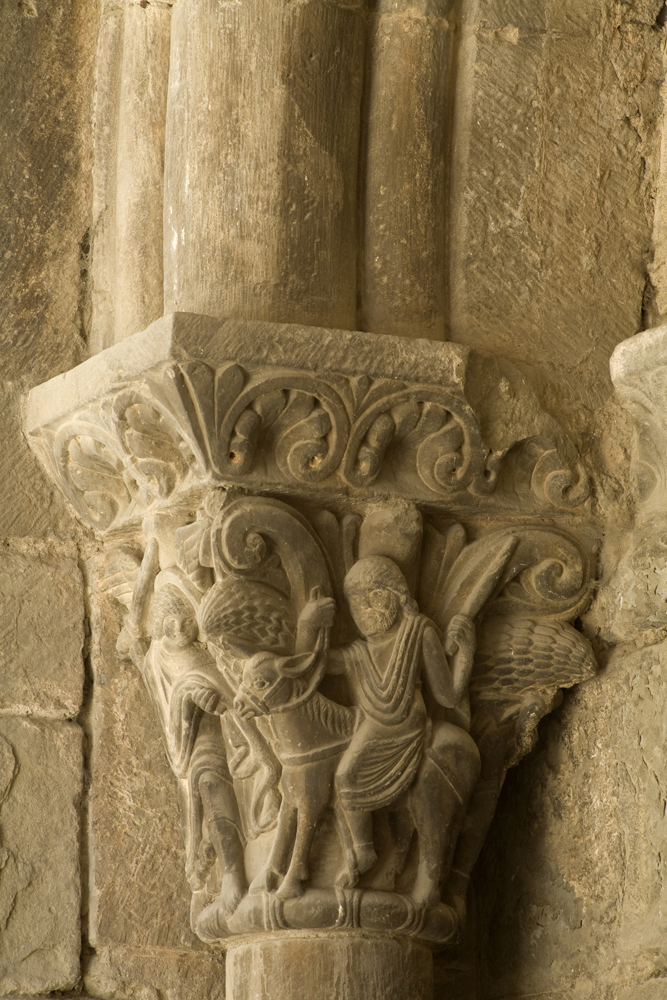
Säulenkapitell der Kathedrale von Jaca, ca. 1100, Jaca, Spanien
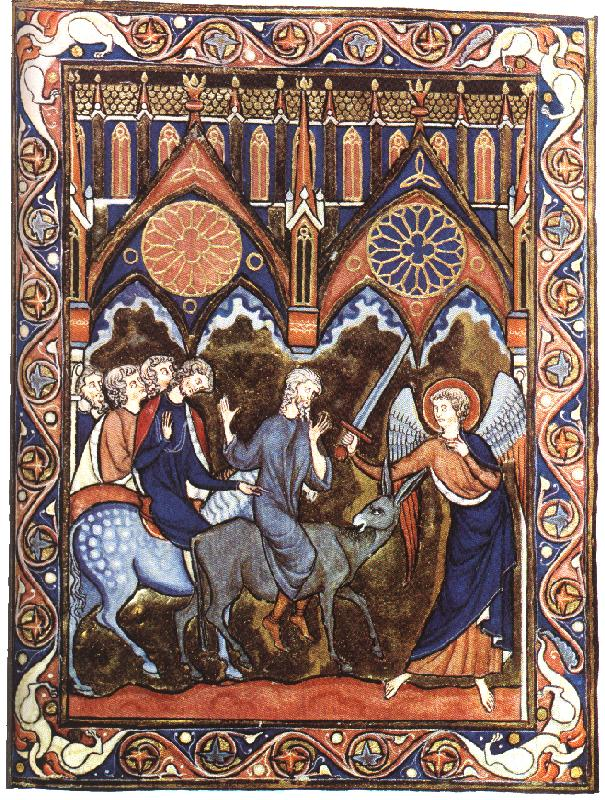
Psalter Ludwigs des Heiligen, fol. 39v, 1270 bis 1274, Buchmalerei auf Pergament, 21 × 14,5 cm, Bibliothèque nationale de France
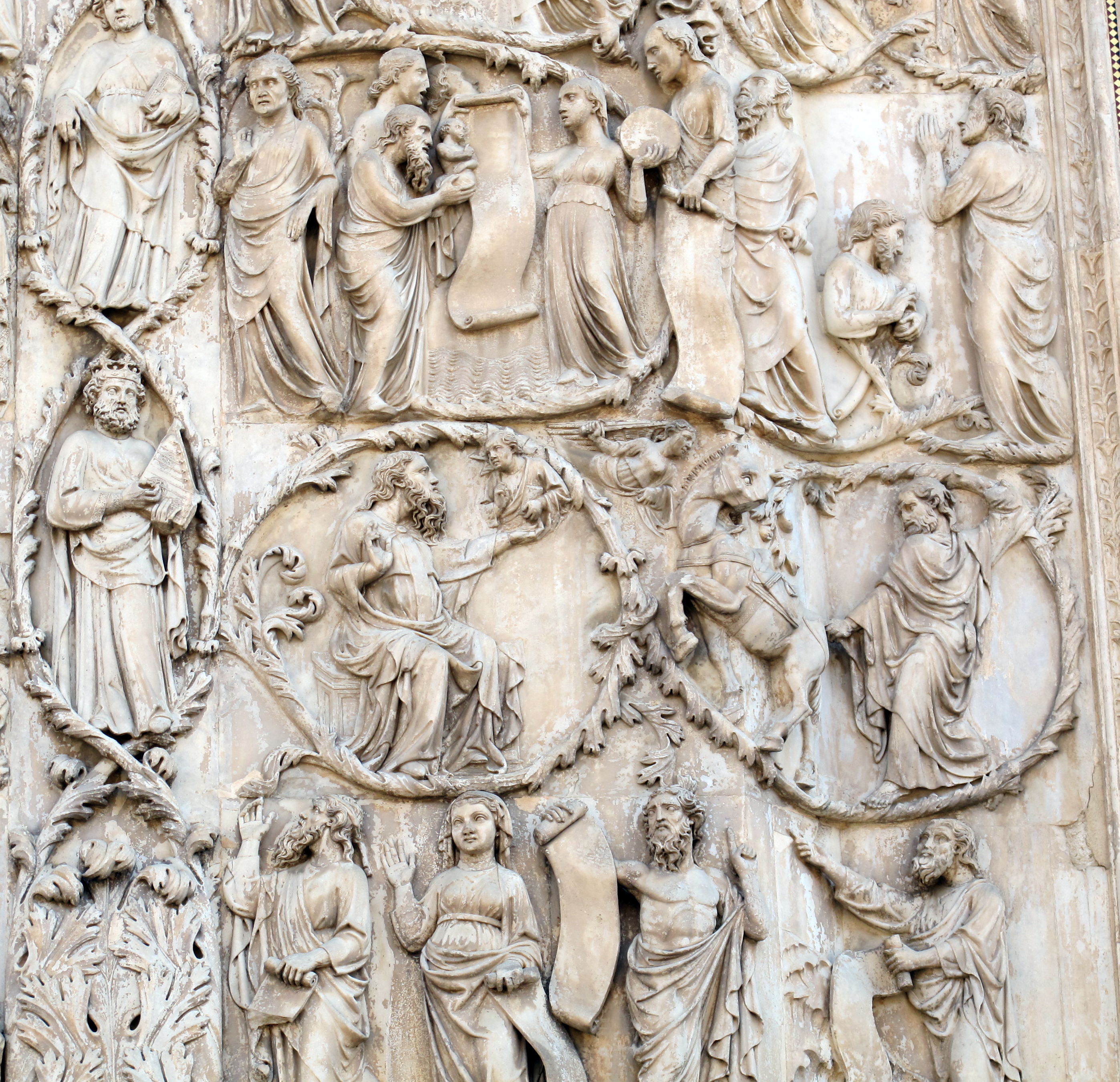
Wandrelief am zweiten Pfeiler der Fassade des Dom von Orvieto, um 1320 bis 1340, Marmor, Orvieto, Italien
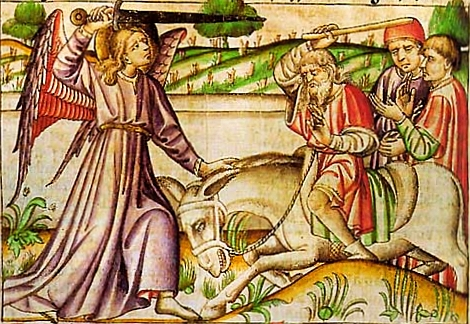
Biblia escurialensis ms. I.J.3, 15. Jh., Real Biblioteca del Monasterio de San Lorenzo de El Escorial
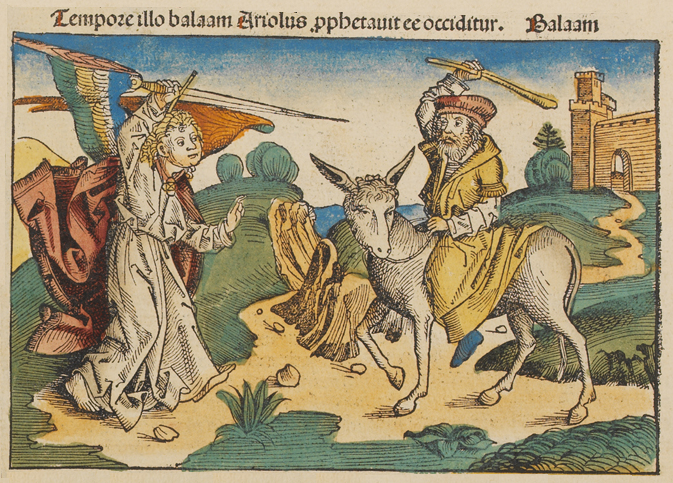
Schedelsche Weltchronik, Illustration von fol. 30r, Michael Wolgemut, 1493, Holzschnitt

Die Konzentration auf Bileam und die Eselin kam den frühneuzeitlichen Künstlern entgegen. Sie ließ sich im Stil der als bedeutendstes Genre der Malerei geltenden Historienmalerei ausführen, das Motiv war dramatisch, und es gab die Möglichkeit zur Darstellung menschlicher und tierischer Gefühlszustände. Eine der ersten Darstellungen, in denen das Bileam-Motiv dramatisch ausgeführt erscheint, ist eine um 1523 von Dirk Jacobsz. Vellert angefertigten Zeichnung im Herzog Anton Ulrich Museum in Braunschweig. Bei dieser Zeichnung handelt es sich um einen Entwurf Vellerts für ein rundes Glasfenster, das in späterer Zeit beschnitten wurde. Eine 1554 von Dirck Volkertsz. Coornhert nach einer Zeichnung von Maarten van Heemskerck angefertigter Druck übernimmt einige Elemente Vellerts. In einem von Dirck Crabeth um 1566 geschaffenen Glasfenster für die Sint Janskerk in Gouda ist einerseits ein Rückschritt durch einen Verlust an Dynamik zu beobachten; andererseits folgt die Darstellung in Bezug auf den abgewinkelten Arm Bileams und das erhobene Schwert des Engels älteren Vorbildern.
Eine ungewöhnliche Darstellung Bileams stammt von dem Münsteraner Maler Hermann tom Ring. In seinem 1570 gemalten Zyklus aus 15 Tafelbildern von Sibyllen und Propheten stellt er Bileam frontal im Brustbild dar, wie er gerade seine Feder nachschneidet. Er ist von Schreibutensilien und Büchern umgeben, ein Pergamentstreifen hängt vor ihm über eine Brüstung. Den Hintergrund bildet ein nicht zufriedenstellend zu deutendes Seestück. Das Tafelbild ist mit dem vollständigen Bibelvers der Bileam-Prophezeiung in lateinischer Sprache unterschrieben. In Bezug auf Rembrandts Bileam und die Eselin ist von Bedeutung, dass tom Ring seinen Bileam mehr als ein halbes Jahrhundert vor Rembrandt mit den Attributen des Propheten ausgestattet hat.

### Vorbilder für RembrandtsBileam

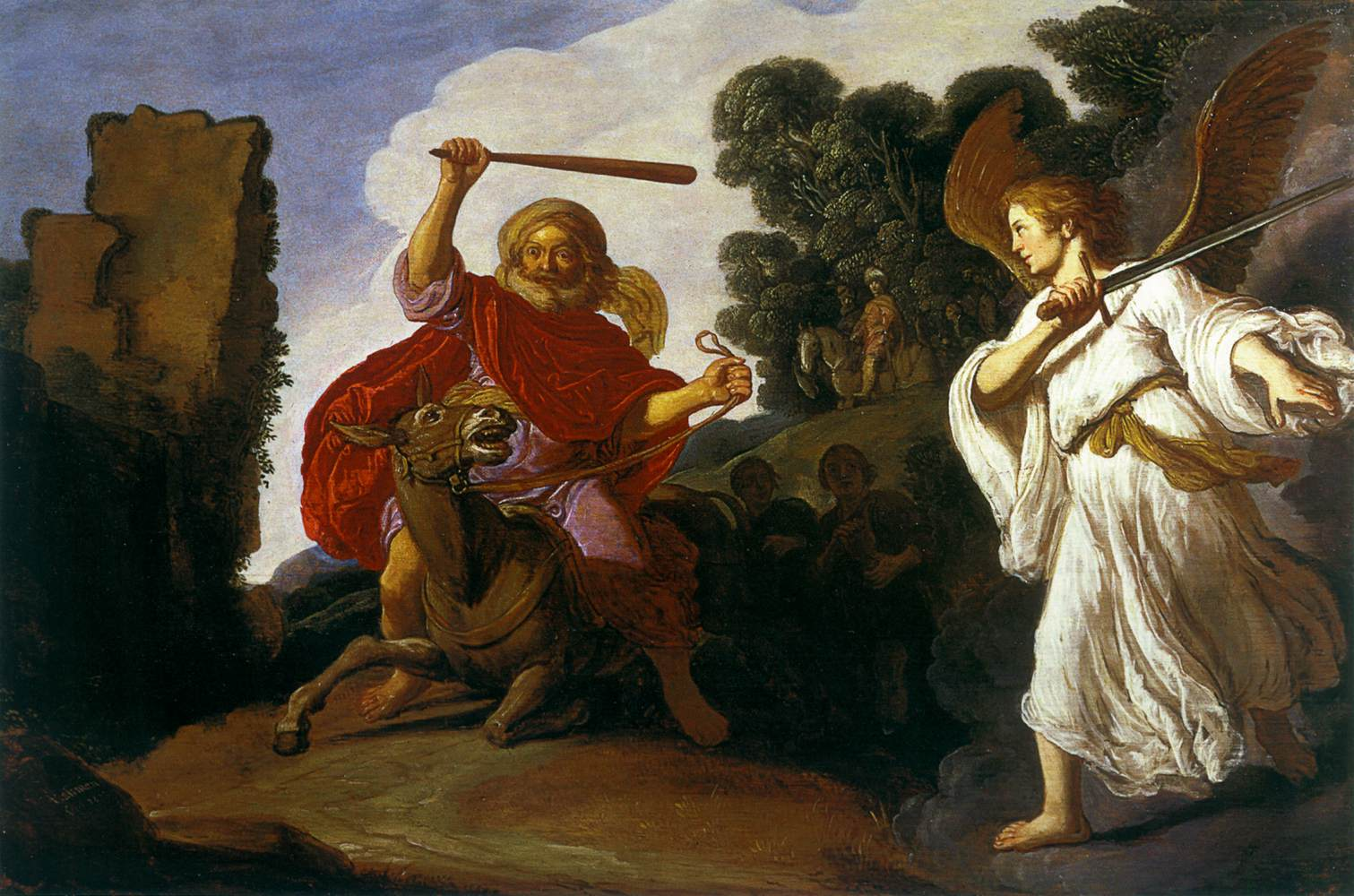
Bileam und seine Eselin, Pieter Lastman, 1622, Öl auf Holz, 41,3 × 60,3 cm, Israel Museum, Jerusalem

Laokoon-Gruppe, 1. Jh. v. Chr., antike Marmorkopie (Original aus Bronze), Vatikanische Museen

Die Frage, auf welche Vorbilder Rembrandt bei seiner Darstellung zurückgegriffen hat, wurde wiederholt aufgeworfen. Der niederländische Kunsthistoriker Cornelis Hofstede de Groot sah in einer Zeichnung Dirk Jacobsz. Vellerts die Vorlage, der Rembrandt die Darstellung Bileams und der Eselin entnommen hat. Ihm folgte auch Kurt Bauch in seiner 1933 erschienenen Monografie Die Kunst des jungen Rembrandt. Es gibt keinen Hinweis darauf, dass Rembrandt diese fast 100 Jahre alte Zeichnung gekannt hat. Darüber hinaus sind sehr ähnliche Darstellungen schon aus frühchristlicher Zeit bekannt. Dabei kam es immer wieder zu Darstellungen, die eine frappierende Ähnlichkeit mit den Bildern Rembrandts oder seines Lehrers Lastman aufweisen. Lastmans Verdienst besteht zumindest darin, dass er die bis dahin auf Buchmalerei und Druckgrafik beschränkte Bileam-Motiv in die Tafelmalerei übernommen zu haben.
Weder Hofstede de Groot noch Bauch kannten das Gemälde Balaam und sein Esel von Pieter Lastman, das dieser nur zwei Jahre vor Rembrandts Lehrzeit gemalt hat. 1960, nach der Entdeckung dieses Werks, vertrat Kurt Bauch mit Nachdruck die Auffassung, dass Lastmans Bileam die Vorlage Rembrandts war. Lastmans und Rembrandts Gemälde weisen derart viele gleichartige Elemente auf, dass an der Übernahme von Lastmans Vorlage durch Rembrandt kein Zweifel besteht. Allerdings hat Rembrandt die Vorlage nicht einfach kopiert, sondern sie vom Quer- zu dem von ihm bevorzugten Hochformat umgewandelt, die Figuren vergrößert und so die Handlung auf kleinerem Raum verdichtet. Darüber hinaus hat er größeren Wert auf die Interaktion der Figuren und die Dramatik der Szene gelegt.
In jüngerer Zeit versuchte der Kunsthistoriker Jürgen Müller erneut die Herleitung des Bileam-Motivs aus früheren Umsetzungen. Er sieht als Vorbild für die Bearbeitung durch Lastman und Rembrandt die Laokoon-Gruppe in den Vatikanischen Museen. Bald nach der Wiederentdeckung der Figurengruppe im Jahr 1506 begann das Motiv die bildende Kunst zu beeinflussen. Dabei wurde die fehlerhafte Rekonstruktion mit nach oben gestrecktem Arm zugrunde gelegt. Eine der frühen Adaptionen ist die karikierende Zeichnung von Dirk Jacobsz. Vellert aus dem Jahr 1523. Darauf basierten mehrere Drucke des Bileam-Motivs, die ebenfalls als Adaption der Laokoon-Gruppe aufgefasst werden und die Pieter Lastman bekannt waren. Schließlich besaß Rembrandt selbst eine dreidimensionale Wiedergabe der Figurengruppe, die am 25. und 26. Juli 1656 im Inventar seines Besitzes als Een antieckse Laechon erfasst wurde. Über das Material, die Größe und die Umstände, wann und wie sie in den Besitz Rembrandts kamen, ist nichts bekannt. Rembrandt hatte jedenfalls die Möglichkeit, die Gruppe ausgiebig zu studieren.
In seiner Lastman-Monografie aus dem Jahr 1911 nahm der deutsche Kunsthistoriker Kurt Freise (1884–1916) ausführlich auf Rembrandts Bileam Bezug. Er bekräftigt die Feststellung seiner Kollegen, dass Rembrandts Bileam auf Lastman zurückgeht. Zudem entwickelte er eine Theorie zur Erklärung, dass bei Rembrandt der Engel nicht den Weg versperrt, sondern von hinten an Bileam und den Esel herantritt. Freise nahm an, dass Rembrandts Bileam nur ein Fragment ist, und der Engel an der „falschen“ Stelle nach dem Verlust des linken Bildteils ergänzt wurde. Die ursprüngliche Bildkomposition entsprach demzufolge der des Gemäldes Die Eselin mit dem Propheten Bileam vom Engel aufgehalten von Gerrit Claesz. Bleker aus dem Jahr 1634. Diese Spekulation erweist sich im Licht neuerer Forschungen, insbesondere zu Rembrandts Beschaffung von Holztafeln in ähnlichen Formaten, als haltlos. Allerdings gilt als sicher, dass Bleker sich an Rembrandts Bileam orientierte.

Mögliche Vorbilder Rembrandts
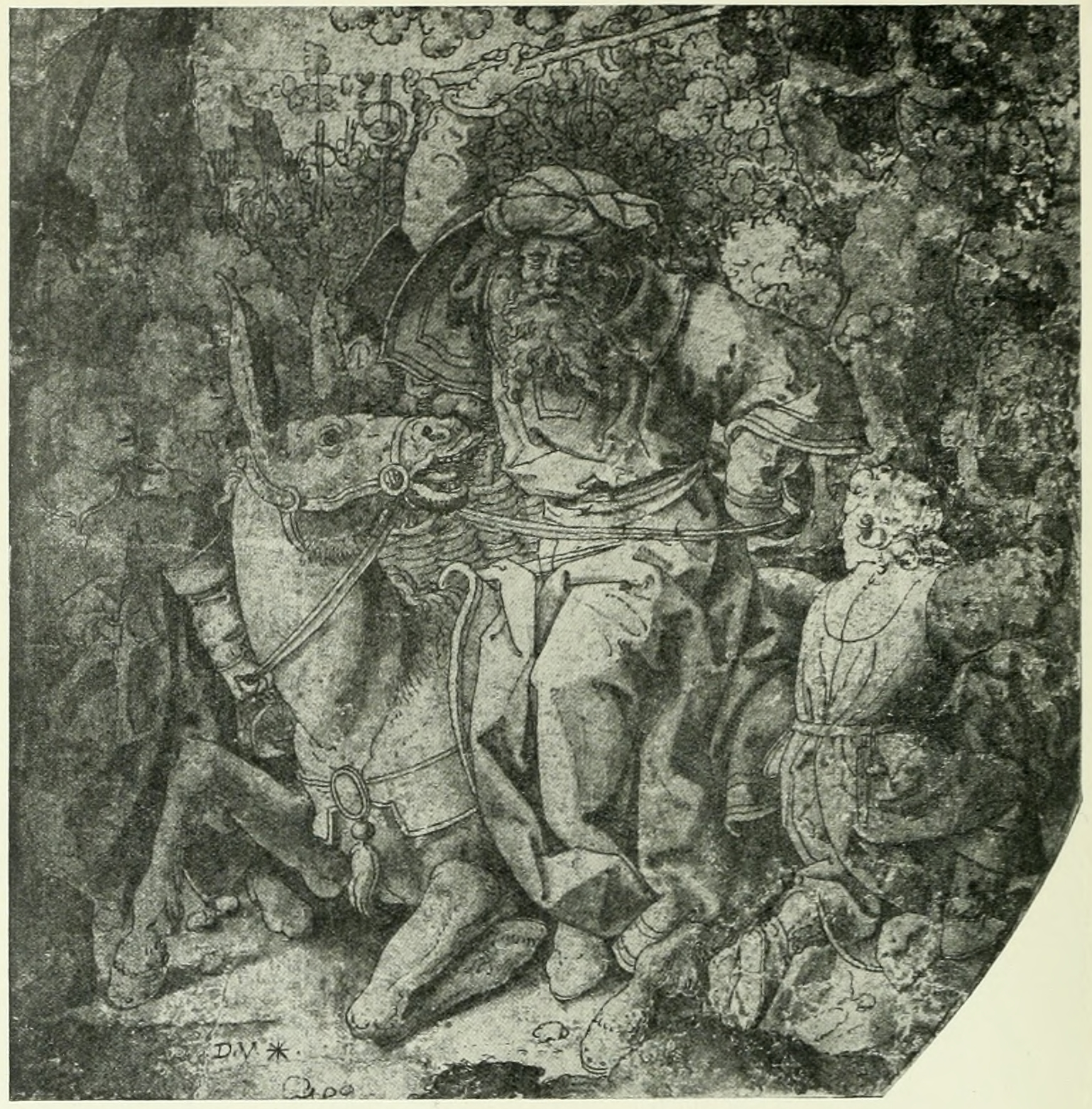
Bileam und die Eselin, Dirk Jacobsz. Vellert, 1523, braune Tinte auf Papier, 194 × 187 mm (Ausschnitt, ursprünglich rund, ca. 270 mm Durchmesser), Herzog Anton Ulrich-Museum, Braunschweig
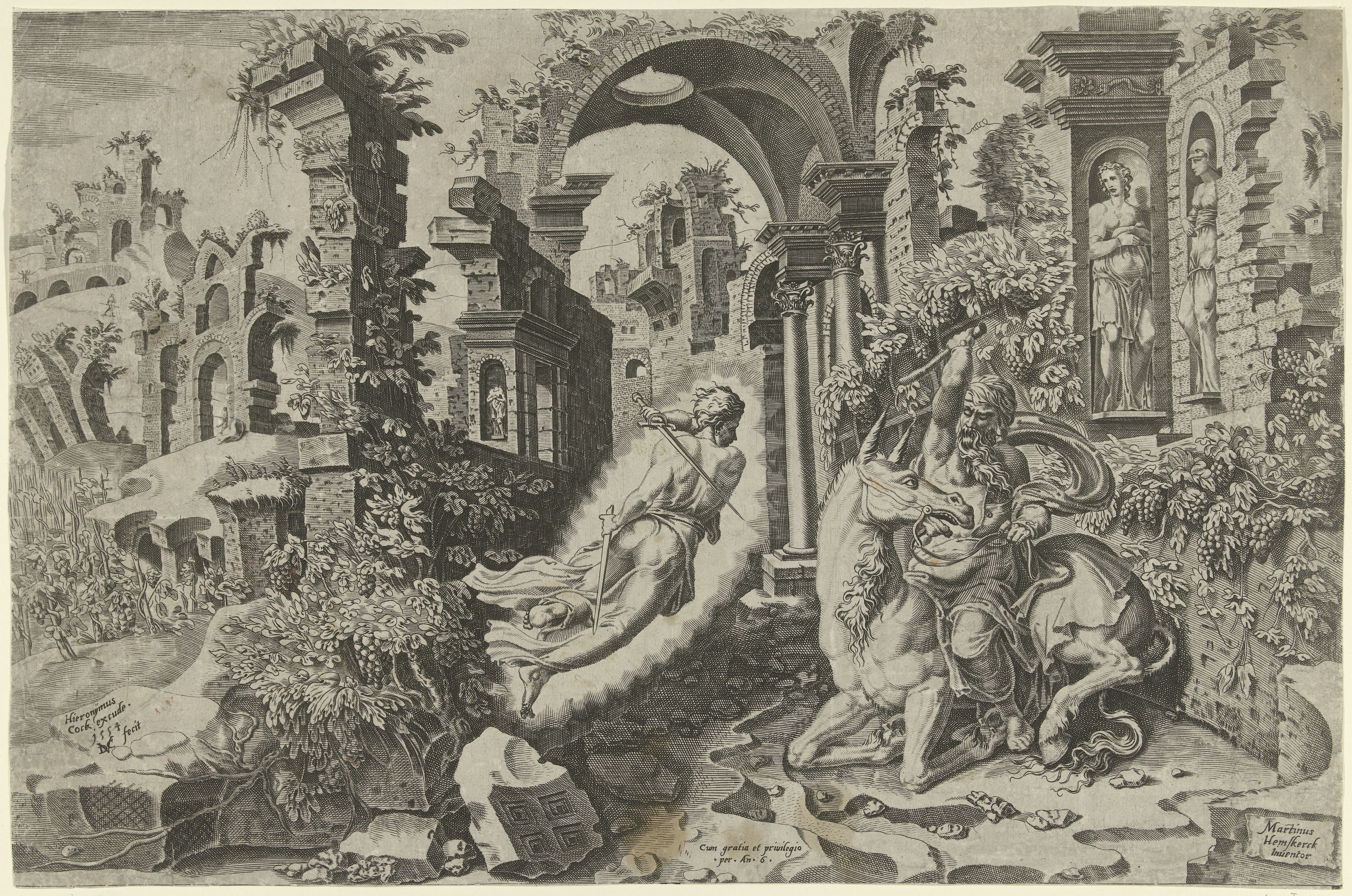
Bileam und der Engel, Dirck Volkertsz. Coornhert nach Maarten van Heemskerck, 1554, Radierung, 276 × 420 mm, Rijksprentenkabinet Amsterdam
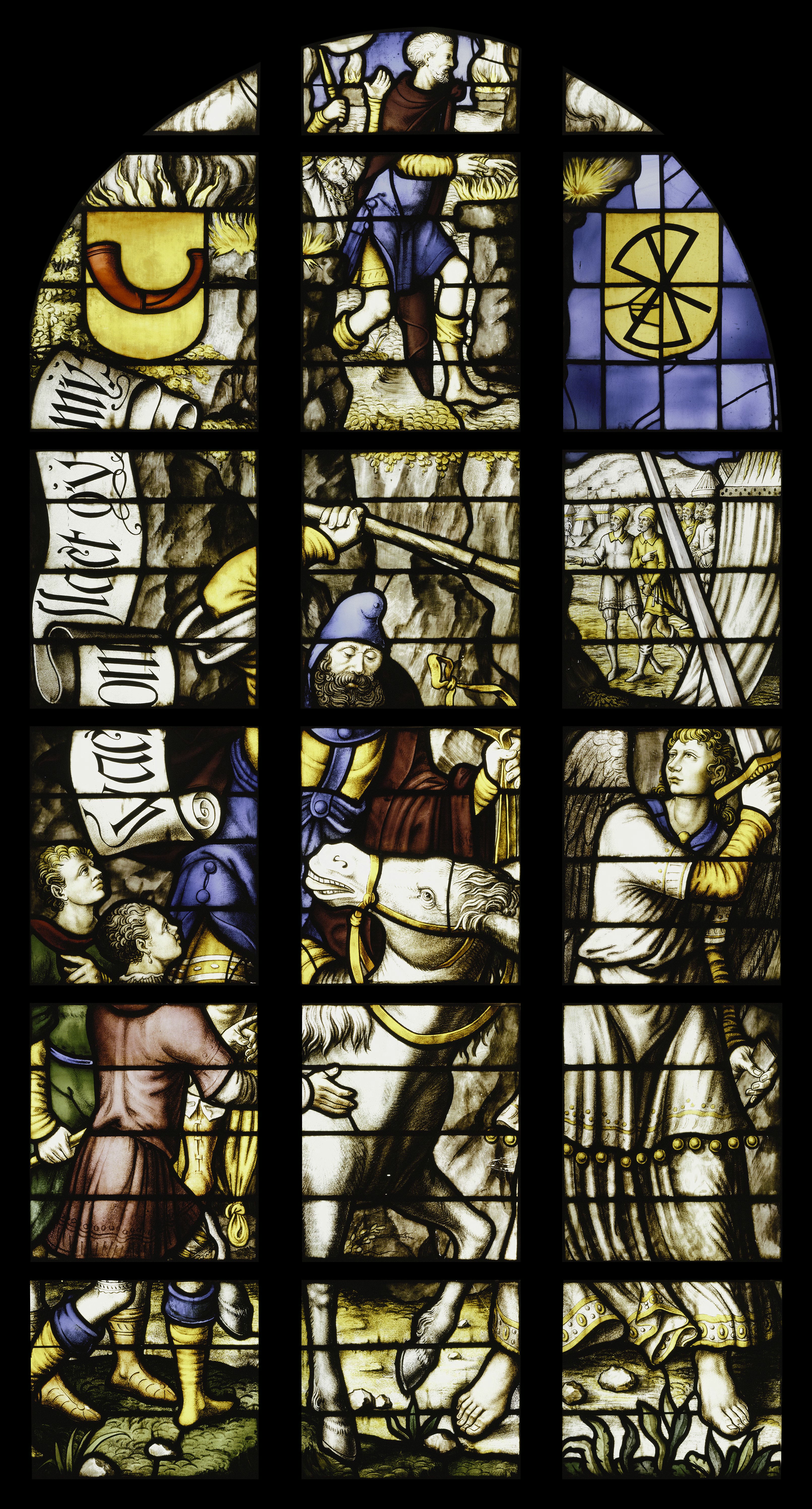
Bileam und die sprechende Eselin, Dirck Crabeth, um 1566, Glasfenster, Sint Janskerk, Gouda

### Die Packtasche und ihr Inhalt

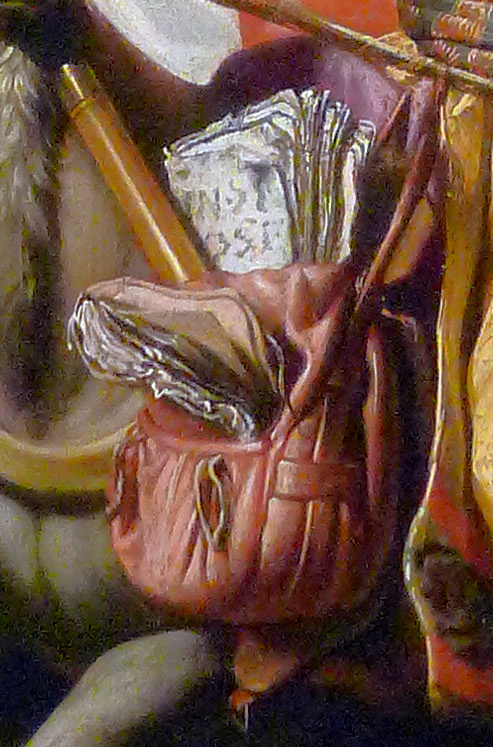
Bileam und die Eselin, Ausschnitt

Die abgebildete Packtasche befand sich in seinem Requisitenbestand und wurde von Rembrandt wiederholt abgebildet, so auf seinem Paulus im Gefängnis von 1627 links neben Paulus, bei den Zwei alten Männern im Gespräch (1628) rechts unten in der Ecke und auf Jeremia beklagt die Zerstörung Jerusalems (1630) am rechten Bildrand. Bei der Tasche handelt es sich um eine aus flexiblem Leder gearbeitete Doppeltasche mit zwei großen Fächern, die jeweils durch eine überhängende lederne Klappe verschlossen werden. An mindestens einer Seite befindet sich eine aufgesetzte Seitentasche, die ebenfalls mit einer Klappe versehen ist. Auf dieser Seitentasche sind wiederum zwei kleine Münztaschen mit jeweils einem Verschlussriemen angebracht oder eingearbeitet. Die Klappen der großen Fächer fallen über die Seiten der Packtasche, einschließlich der Seitentasche, und können unten mit einer Schnalle verschlossen werden. An den Schmalseiten der Tasche ist ein langer Gurt durch jeweils zwei Laschen hindurchgeführt. Es handelt sich um eine Umhängetasche, die auf dem Bileam leicht abgewandelt als Packtasche fungiert. Wahrscheinlich waren derartige Taschen in Rembrandts Zeit übliche Transportmittel für Schriftstücke und Urkunden, wie in der heutigen Zeit Aktentaschen, so dass Rembrandt sie wiederholt als Attribute von Gelehrten gemalt hat.
In Rembrandts Darstellung der Packtasche auf dem Bileam fällt auf, dass sowohl die aus der Tasche hervorquellenden Dokumente als auch der Stab im Verhältnis zur Tasche zu groß gemalt sind, Rembrandt wollte sie dadurch hervorheben, und die Aufmerksamkeit des Betrachters auf sie lenken. Auf einem der Dokumente zu erkennende Schriftzeichen wurden als biblisches Detail gedeutet. Da Rembrandt zu der kleinen Gruppe von Künstlern gehörte, die in ihren Gemälden hebräische Schriftzeichen nicht nur als bildlichen Hinweis auf das Judentum, sondern bedeutungstragend verwendeten, könnte die bislang nicht gelungene Entschlüsselung neue Erkenntnisse bringen.

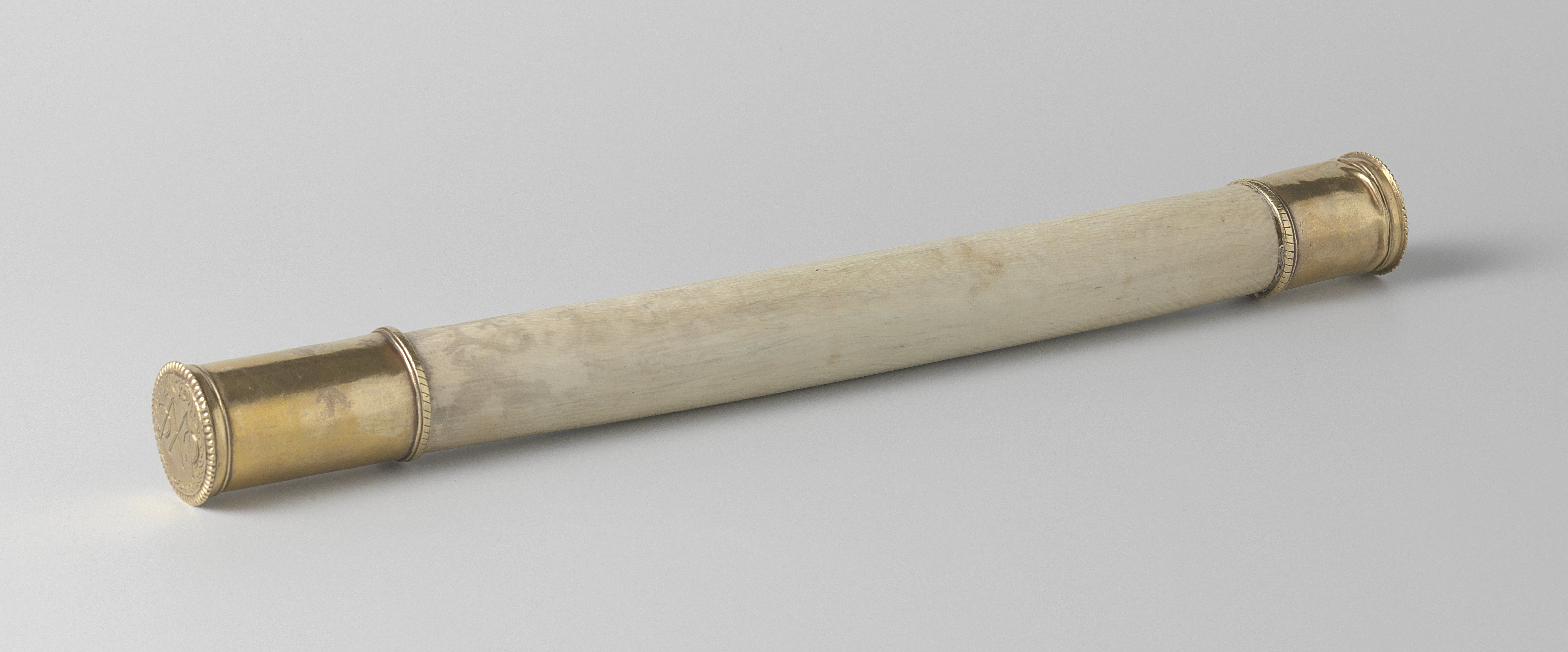
Kommandostab des Gouverneurs der Niederländischen Westindien-Kompanie, 17. Jahrhundert, Elfenbein und Gold, 37,2 × 3,8 cm, Rijksmuseum Amsterdam

Der Stab bot Rembrandt die Möglichkeit, das Motiv Bileam und die Eselin wieder, wie in der früheren christlichen Kunst, mit Bileams Prophezeiung zu verbinden: Ein Stern geht in Jakob auf, ein Zepter erhebt sich in Israel. Die Abbildung eines Sterns kam für Rembrandt, anders als für seine mittelalterlichen Vorgänger, nicht in Frage, da sich die Szene am Tag abspielt. Es blieb die Darstellung eines Zepters, wobei Rembrandt sich auf eine Bibelübersetzung stützte, die nicht das Wort Zepter verwendet. In der Vulgata lautet die Bezeichnung virga (Num 22,17 ). Der Begriff wurde von Martin Luther mit Zepter übersetzt und in die Lutherbibel aufgenommen. Alle reformierten Bibelausgaben des 16. Jahrhunderts verwendeten ebenfalls die Bezeichnung Zepter. Dazu gehören auch die Deux-Aes-Bibel, die 1562 in Emden erschien und von der Rembrandt eine Ausgabe besessen haben soll, und die 1637 erschienene Staatenübersetzung. Die 1548 erschienene katholische Löwener Bibel des Nicolaas van Winghe basierte auf der Vulgata, und von der Löwener Bibel wurde die 1599 erschienene Moerentorf-Bibel abgeleitet. Beide niederländische Bibeln übersetzen virga nicht mit scepter, sondern mit roete, also Stab. Diese Übersetzung ist im Zusammenhang mit dem Bibeltext auch angemessen, denn es geht in Bileams Weissagung nicht um königliche Repräsentation, sondern um einen militärischen Sieg. Der Stab war im 17. Jahrhundert ein verbreitetes Insigne staatlicher Macht, als Kommandostab militärischer Führer oder auch der Gouverneure der Niederländischen Westindien-Kompanie. Porträts aus dieser Zeit zeigen die dargestellte Person immer wieder mit Kommandostab, so auch Rembrandts Gemälde Ein polnischer Edelmann von 1637.
Der niederländische Kunsthistoriker Pieter J.J. van Thiel, einer der Begründer des Rembrandt Research Project, veröffentlichte 2008 einen Aufsatz mit einer ikonologischen Deutung der Packtaschen Bileams und ihres Inhalts. Van Thiel hob hervor, dass Rembrandt die Begegnung Bileams mit dem Engel und Bileams messianische Prophezeiung, die früher durch einen Stern verbildlicht wurde, erneut miteinander verbunden hat. Dadurch habe er die jahrhundertealte Bileam-Ikonographie deutlich bereichert.

## Rezeption

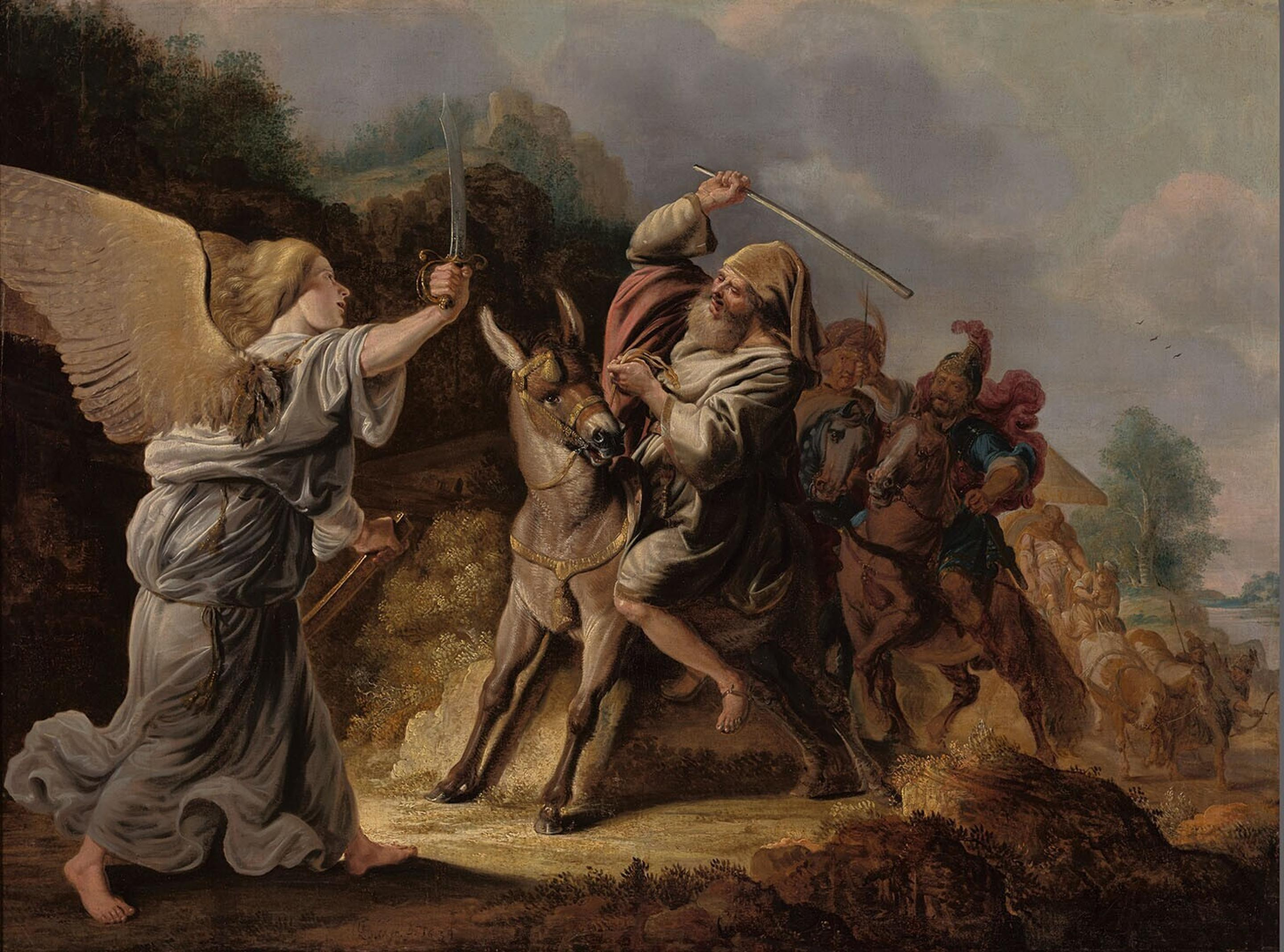
Die Eselin mit dem Propheten Bileam vom Engel aufgehalten, Gerrit Claesz. Bleker, 1634, Öl auf Leinwand, 95,5 × 128,5 cm, Museum Boijmans Van Beuningen, Rotterdam

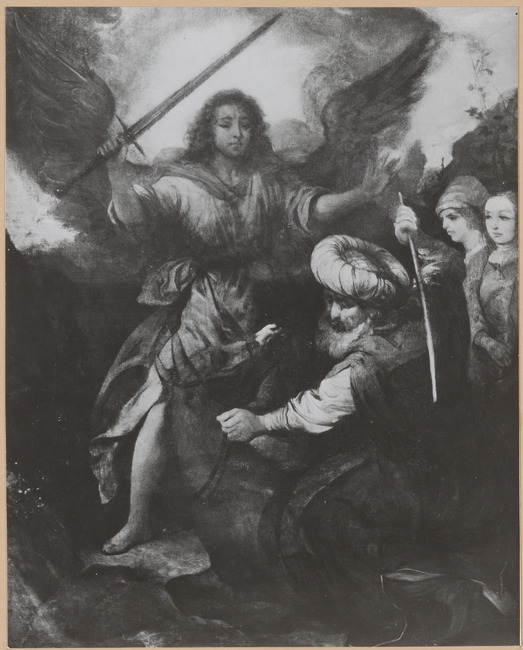
Balaam und sein Esel, Barent Fabritius, 1672, Öl auf Leinwand, 49,0 × 39,5 cm, Privatbesitz

Da Rembrandts Bileam und die Eselin für mehrere Jahrhunderte dem Blick der Öffentlichkeit entzogen war, gibt es wahrscheinlich keine abgeleiteten Werke. Spätere Bearbeitungen des Bileam-Motivs durch niederländische Maler lassen keine zwingenden Bezüge zu Rembrandts Werk erkennen. Bileam und die Eselin tauchte erst zu Beginn des 20. Jahrhunderts auf dem Kunstmarkt und in der kunsthistorischen Literatur auf. Das Gemälde galt stets unter den führenden Kunsthistorikern und Rembrandt-Kennern des frühen 20. Jahrhunderts, Wilhelm Bode, Wilhelm Reinhold Valentiner, Wilhelm Martin und Abraham Bredius, sofort als authentisch, die Ikonographie ist eindeutig und die Provenienz lückenhaft aber schlüssig dokumentiert. Nur Cornelis Hofstede de Groot bezweifelte die Urheberschaft Rembrandts, bis auf dem Gemälde die Signatur Rembrandts entdeckt wurde. Daraufhin nahm er das Gemälde mit den Nummern 26 und 26a in sein Werkverzeichnis auf. Dabei gab er für die 26a nur den Hinweis auf ein Dokument über die Versteigerung im Dezember 1641 und ließ die Möglichkeit offen, dass sich dieser Bericht auf ein anderes Bild bezog. Im Werkverzeichnis von Abraham Bredius aus dem Jahr 1935 ist das Gemälde mit der Nummer 437 aufgeführt. Kurt Bauch vergab 1966 die Nummer 1 für das früheste seinerzeit bekannte Werk. Horst Gerson übernahm die Nummer 437 in seiner Bearbeitung der Neuauflage von Bredius’ Verzeichnis und nahm das Bild in seinem eigenen Katalog mit der Nummer 6 auf. Christian Tümpel führt den Bileam als Nummer 1 in seinem 1986 veröffentlichten Katalog auf.
1982 wurde Bileam und die Eselin von den Mitgliedern des Rembrandt Research Project im ersten Band ihres Corpus of Rembrandt Paintings als ein gut erhaltenes, charakteristisches Werk aus dem Jahr 1626 bezeichnet, das zuverlässig signiert und datiert sei. Die Einschätzung wurde 2015 im sechsten Band bekräftigt.

## Provenienz

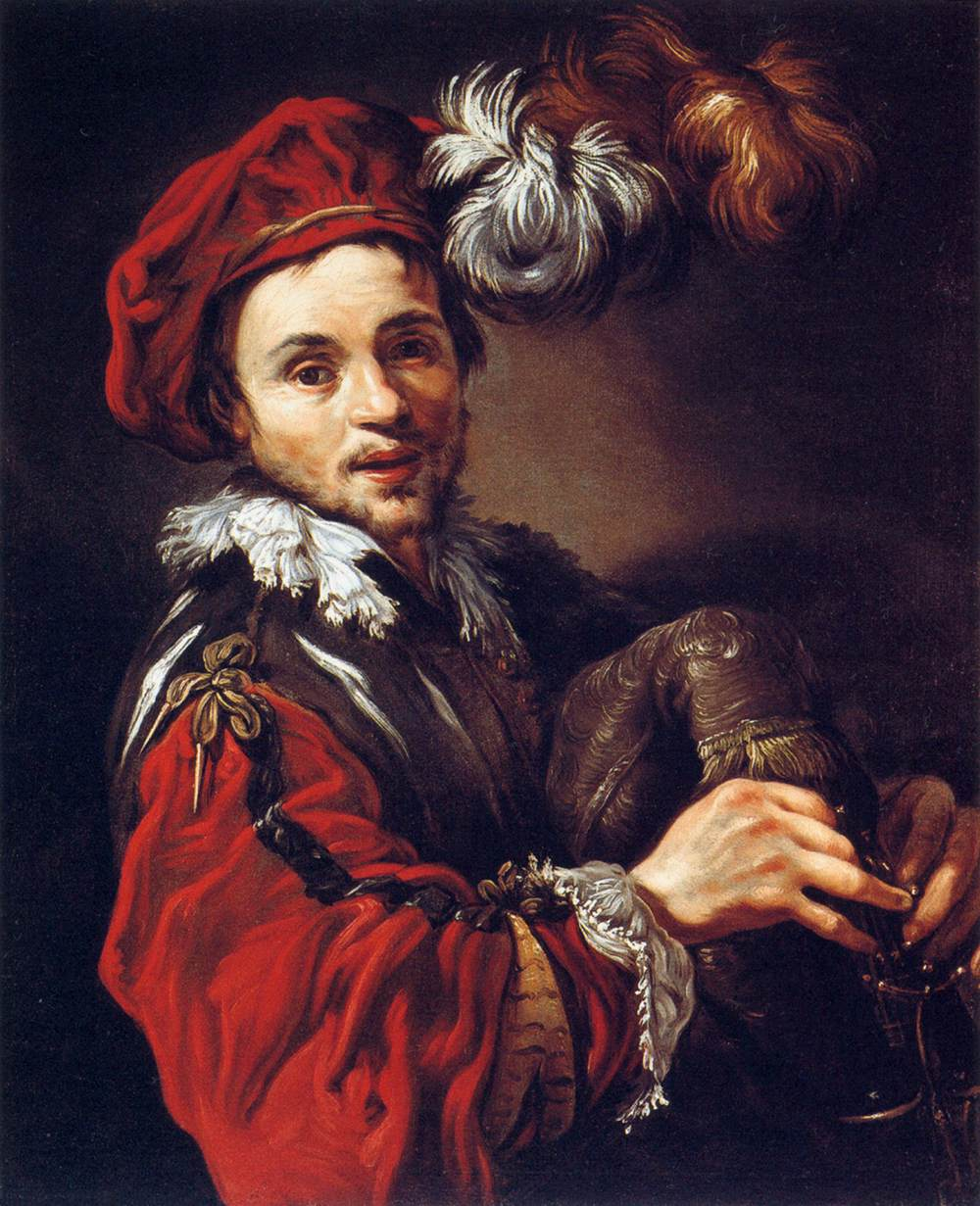
Porträt von François Langlois, Claude Vignon, ca. 1621, Öl auf Leinwand, 80 × 67 cm, Davis Museum at Wellesley College, Massachusetts, USA

Im November 1641 schrieb der Pariser Maler und Kunsthändler Claude Vignon einen Brief an den mit ihm befreundeten Pariser Verleger und Kunsthändler François Langlois, der sich zu diesem Zeitpunkt auf einer Reise befand. Vignon informierte Langlois, dass er am Vortag die Sammlung von Alfonso López bewertet habe, die Mitte Dezember versteigert werden sollte. Er bat seinen Freund, den Malern Cornelis van Poelenburgh und – falls er ihn dort antreffe – Anthonis van Dyck in London, Moses van Uyttenbroeck in Den Haag, Gerrit van Honthorst in Utrecht und Rembrandt in Amsterdam seine Grüße auszurichten und einige Bilder von van Uyttenbroeck und etwas von Rembrandt mitzubringen. Diesem solle er ausrichten, dass Vignon am Vortag sein Gemälde des Propheten Balaam geschätzt habe, das López von ihm gekauft hatte und das ebenfalls im Dezember versteigert würde. Alfonso López war ein sephardischer Tuch- und Diamantenhändler und diente Kardinal Richelieu als Finanz- und Geheimagent in den Niederlanden. Daneben trat er als Kunstsammler in Erscheinung und erwarb um 1639 von Rembrandt den 13 Jahre zuvor gemalten Bileam. Von dem gedruckten Katalog zur Versteigerung ist kein Exemplar überliefert. Auch über die folgenden Besitzer bis zum frühen 20. Jahrhunderts ist nichts bekannt. Als der Brief Vignons 1894 erstmals veröffentlicht wurde, schloss Ernst Wilhelm Moes seinen Beitrag mit der Frage, wo Rembrandts Bileam abgeblieben sei.
Der erste im 20. Jahrhundert nachgewiesene Besitzer war der niederländische Maler und spätere Kunsthändler Simon Maris, der das Gemälde Abraham Bredius zufolge in einem Amsterdamer maison galante, also einem Bordell, für 100 Gulden erworben hat, möglicherweise auch für einen noch geringeren Preis. Maris hielt das Gemälde zunächst für eine Arbeit Pieter Lastmans. Von Bredius, seinerzeit Direktor des Mauritshuis, erfuhr er, dass er ein Original Rembrandts erworben hatte. Wegen des schlechten Zustands des Gemäldes vereinbarten die beiden, dass Bredius das Bild zu Alois Hauser, dem Chefrestaurator der Berliner Gemäldegalerie, bringen sollte. Dort sah es Wilhelm Bode, der ebenfalls von der Urheberschaft Rembrandts überzeugt war. Noch während der Restaurierung verkaufte Maris das Gemälde für 8000 Gulden an den Amsterdamer Kunsthändler Eduard Goudstikker.
Goudstikker verkaufte das Bild an Gustav Ritter Hoschek von Mühlheim in Prag, der 1905 von Bode als Eigentümer genannt wurde. Im Katalog von Hoscheks Sammlung wurde es 1907 mit der Nr. 101 aufgeführt. 1909 wurde das Gemälde mit der Sammlung des verstorbenen Hoschek vom Wiener Kunstsalon Gustav Pisko versteigert, es war aber im Katalog der öffentlichen Versteigerung im März 1909 nicht aufgeführt. Der nächste nachgewiesene Besitzer war der Pariser Kunsthändler François Kleinberger, dessen Unternehmen auf den transatlantischen Kunsthandel spezialisiert war. Kleinberger verkaufte das Gemälde an den New Yorker Bankier und Kunstsammler Ferdinand Hermann. Nach dem Tod Hermanns wurde seine Sammlung am 15. Januar 1918 von der American Art Association versteigert. Käufer war das Ehepaar Ernest Cognacq und Marie-Louise Jaÿ. Cognac vermachte die Kunstsammlung, darunter Bileam und die Eselin, 1928 an die Stadt Paris. Dem Wunsch des Stifterpaars entsprechend wurde 1929 das Musée Cognacq-Jay eröffnet, in dessen Besitz sich das Gemälde seither befindet.

## Ausstellungen (chronologisch)
- Rijksmuseum Amsterdam, Niederlande. Rembrandt-tentoonstelling (deutsch: Rembrandt-Ausstellung), 13. Juli bis 13. Oktober 1935, Katalognr. 1.
- Louvre, Paris, Frankreich. Rembrandt. Étude photographique et radiographique (deutsch: Rembrandt. Photographische und radiographische Studie), 1955 bis 1956, Katalognr. 11.
- Museum De Lakenhal, Leiden, Niederlande. Ausstellung Rembrandt als leermeester (deutsch: Rembrandt als Lehrmeister), 1. Juni bis 1. September 1956, Katalognr. 7.
- Petit Palais / Musée des Beaux-Arts de la Ville de Paris, Frankreich. Ausstellung Le siècle de Rembrandt. Tableaux hollandais des collections publiques françaises (deutsch: Das Jahrhundert Rembrandts. Holländische Tafelmalerei aus öffentlichen Sammlungen Frankreichs), 17. November 1970 bis 15. Februar 1971, Katalognr. 167.
- Rijksmuseum Amsterdam, Niederlande. Hollandse schilderijen uit Franse musea (deutsch: Holländische Gemälde aus französischen Museen), 6. März 1971 bis 23. Mai 1971, Katalognr. 7.
- Grand Palais, Paris, Frankreich. Ausstellung De la Bible à nos jours. 3000 ans d'art. 96e exposition Société des artistes indépendants (deutsch: Von der Bibel bis in unsere Zeit. 3000 Jahre Kunst. 96. Ausstellung der Société des Artistes Indépendants), 6. Juni bis 28. Juli 1985, Katalognr. 234.
- Musée Cognacq-Jay, Paris, Frankreich. Ausstellung La patine du temps (deutsch: Die Spuren der Zeit), 11. September bis 30. Dezember 2012.
- Musée Jacquemart-André, Paris, Frankreich. Ausstellung Rembrandt intime, 16. September 2016 bis 23. Januar 2017, Katalognr. 2.